# Arquitetura neo-romena
A arquitetura neo-Romena (também conhecida como estilo nacional romeno, arquitetura revivalista romena ou estilo neo brânovenesco ; em romeno : stilul național român, arhitectura neoromânească, neobrâncovenească ) é um estilo arquitetônico que apareceu no final do  século XIX, no âmbito do Art Nouveau na Romênia, inicialmente o resultado de tentativas de encontrar um estilo arquitectônico específico romeno.
As tentativas devem-se principalmente aos arquitetos Ion Mincu (1852-1912) e Ion N. Socolescu (1856-1924). O auge do estilo deu-se no período entre guerras. O estilo foi uma reação nacional após o domínio do ecletismo . Para além das influências estrangeiras, tornou-se também evidente o contributo dos arquitectos romenos, que reinventaram a tradição, criando, ao mesmo tempo, um estilo original. 
Ion Mincu e os seus sucessores, Grigore Cerchez, Cristofi Cerchez, Petre Antonescu ou Nicolae Ghica-Budești, foram favoráveis de uma arquitectura moderna, especificamente nacional, baseando-se em teses como as formuladas por Alexandru Odobescu por volta de 1870:
Estude os vestígios - por mais pequenos que sejam - da produção artística do passado e faça deles a fonte de uma grande arte (...) não perca nenhuma oportunidade de utilizar os elementos artísticos que lhe são apresentados pelos monumentos romenos deixados de antiguidade; mas faça-os, mude-os, desenvolva-os…

## Galeria

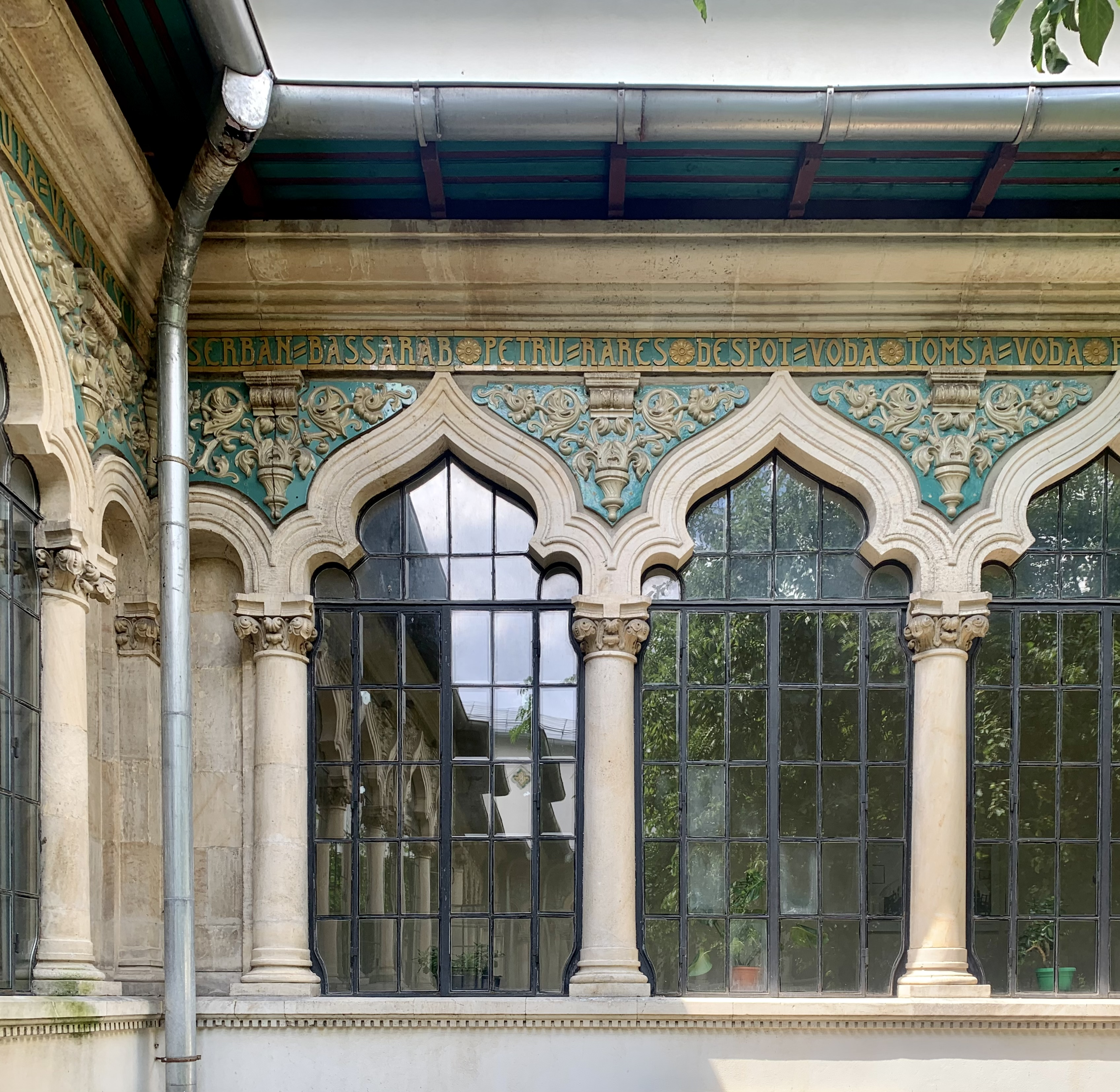
Ornamentos cerâmicos policromados esmaltados - Escola Central, Bucareste
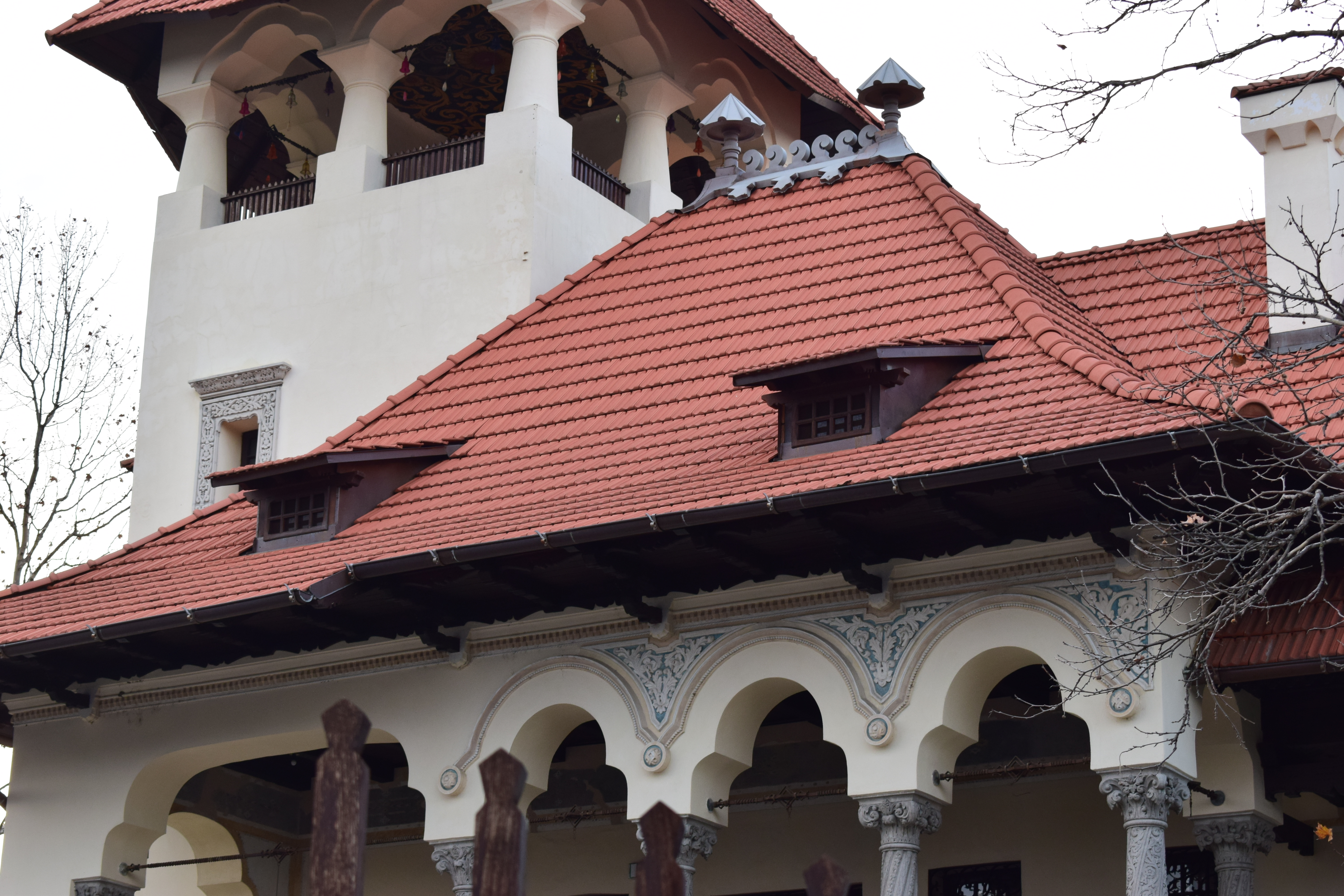
Telhados de cerâmica - Casa Nicolae Minovici, Bucareste
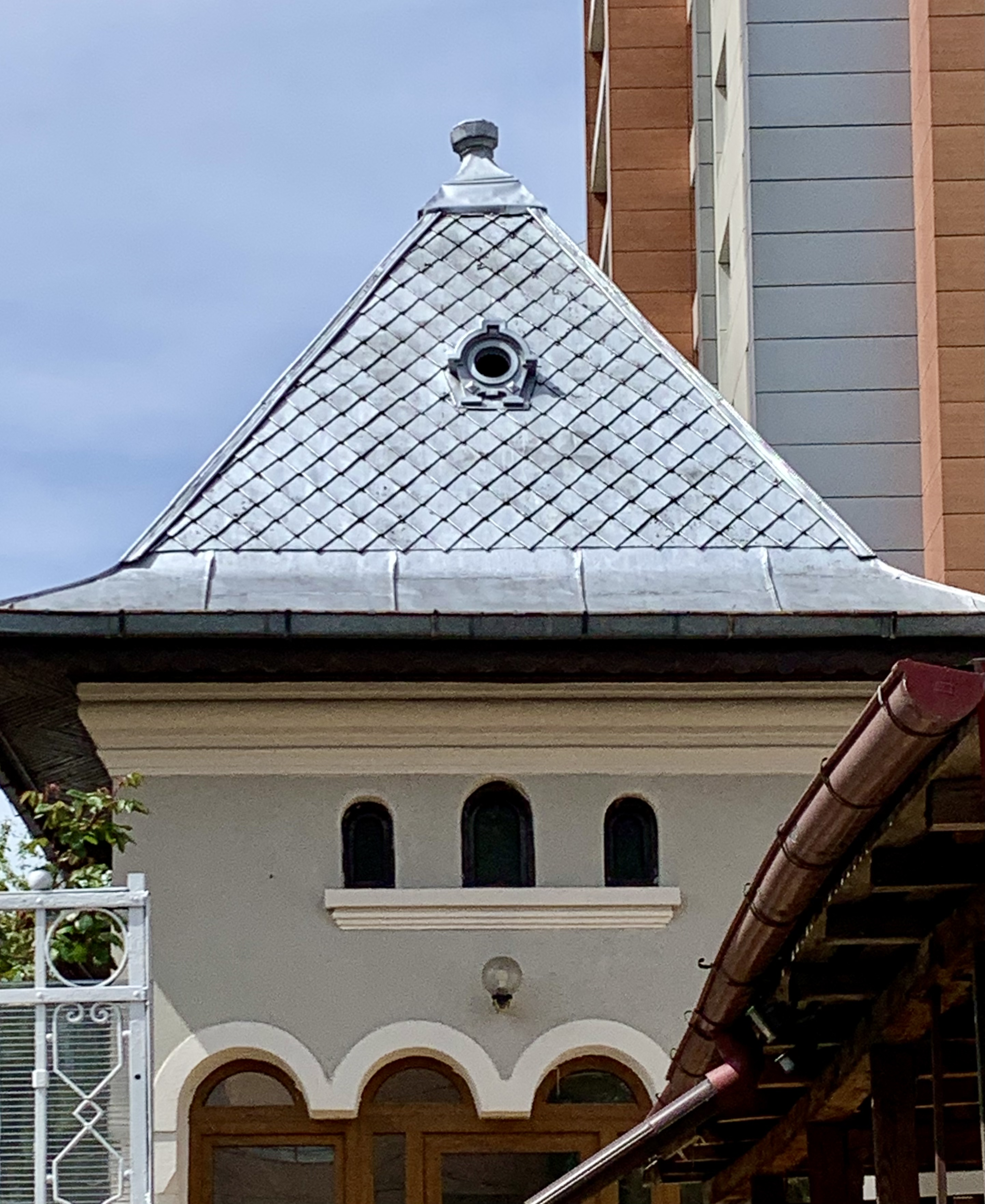
Coberturas com telhas metálicas em forma de losango - Strada Constantin C. Nottara no. 6, Bucareste
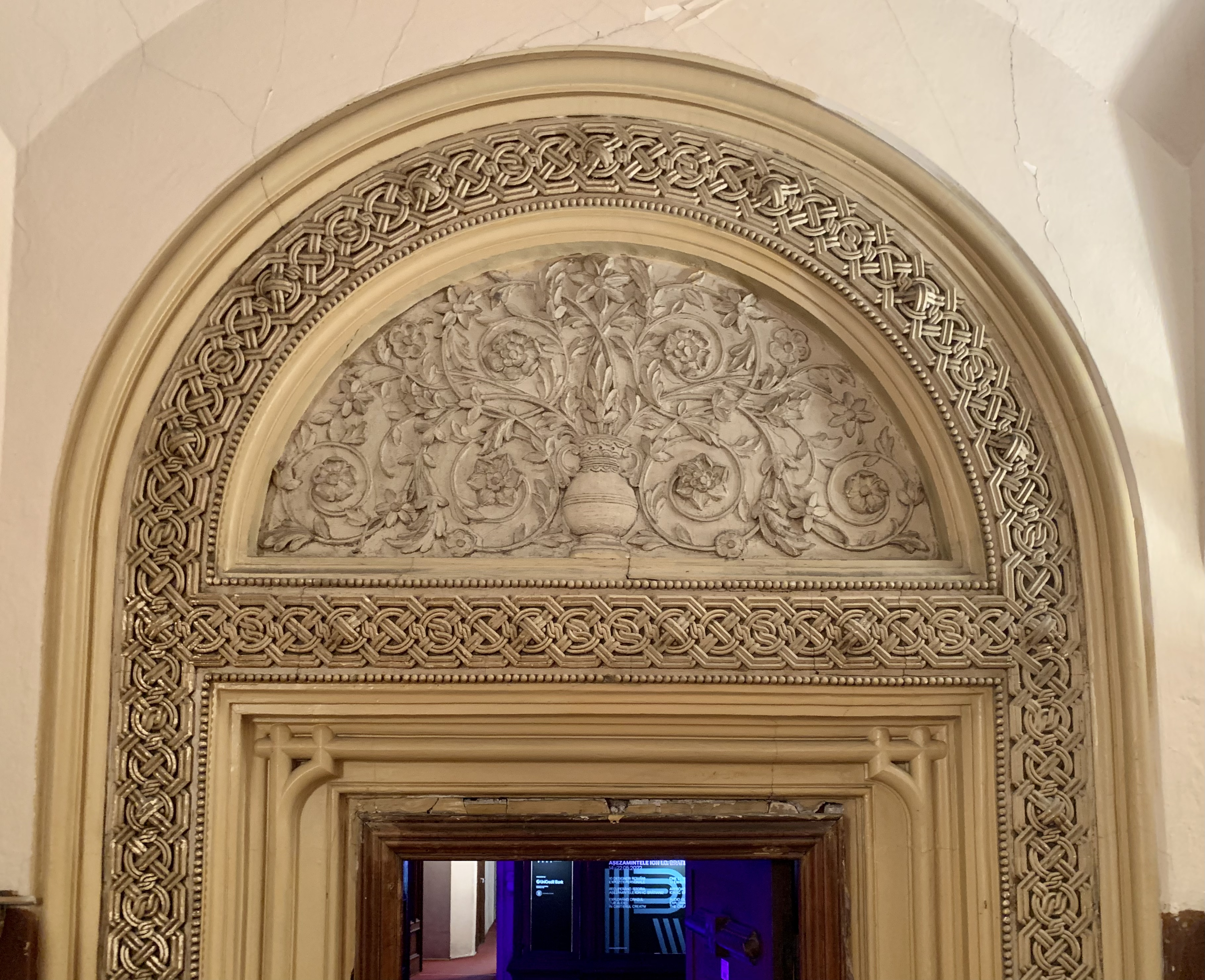
Ornamentação complexa com nós e corda - Așezămintele Brătianu, Bucareste
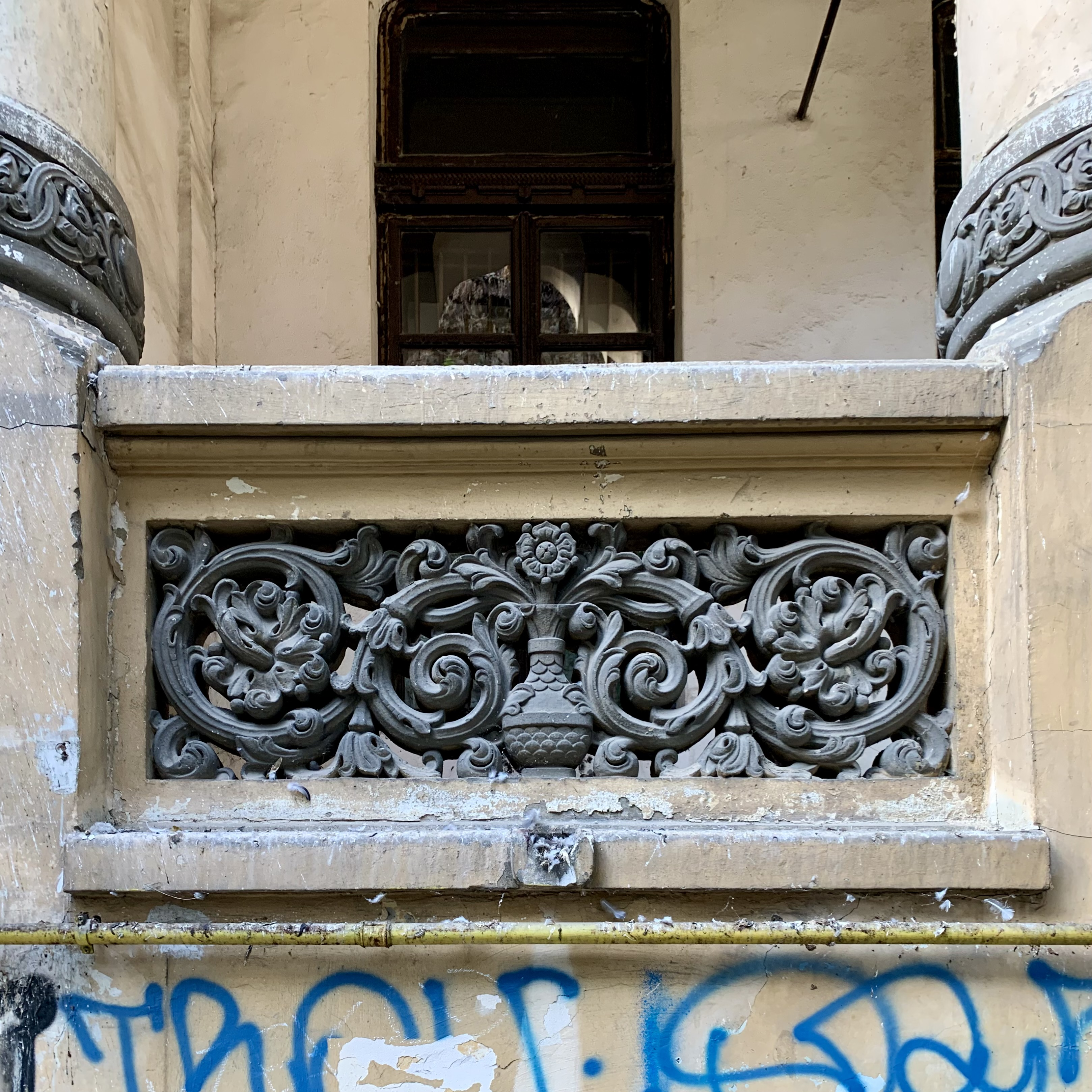
Espirais vegetais complexas (também conhecidas como rinceauri ) - Assentamentos Brătianu
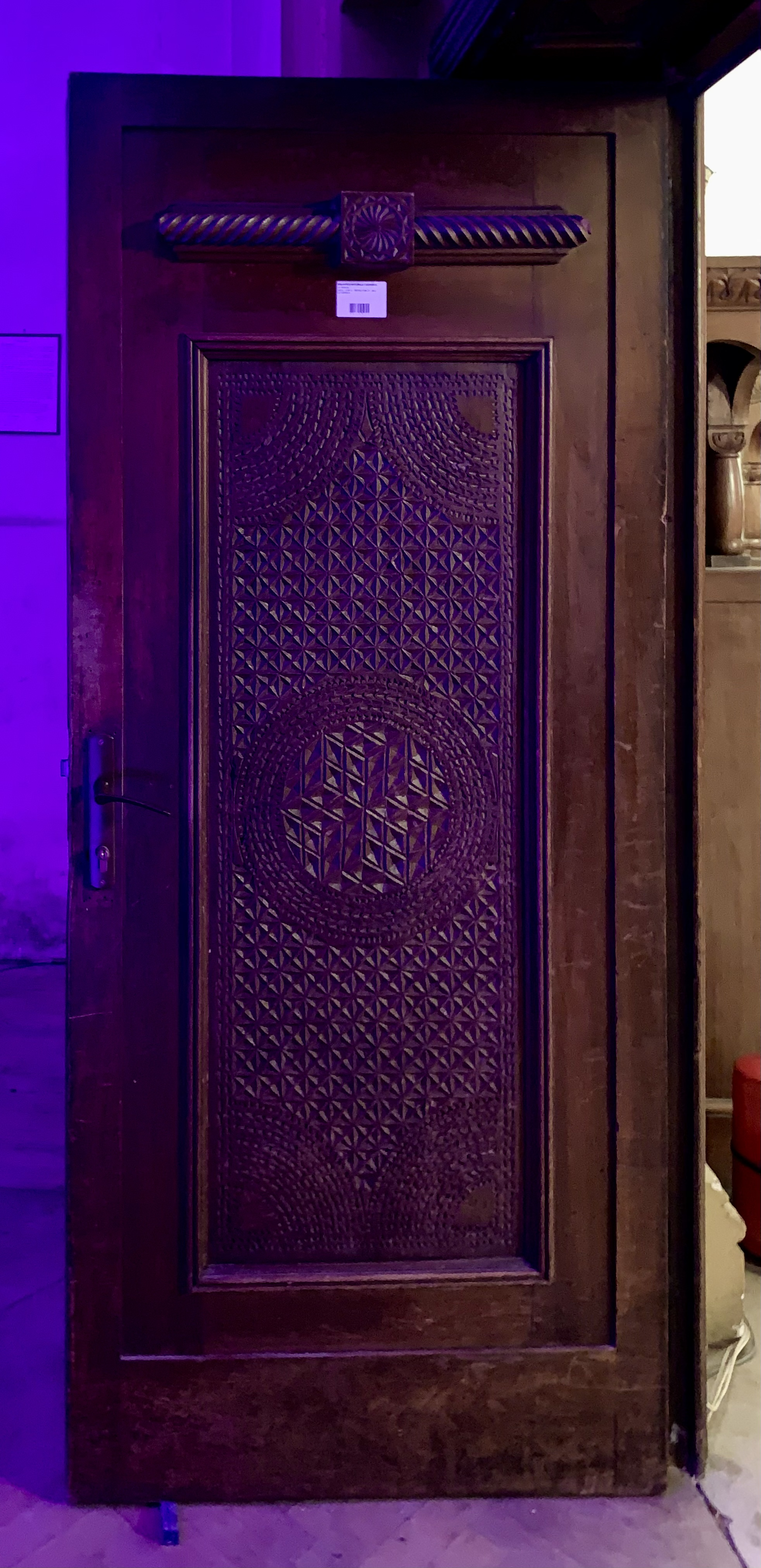
Elementos retirados da arquitetura camponesa - Assentamento Brătianu
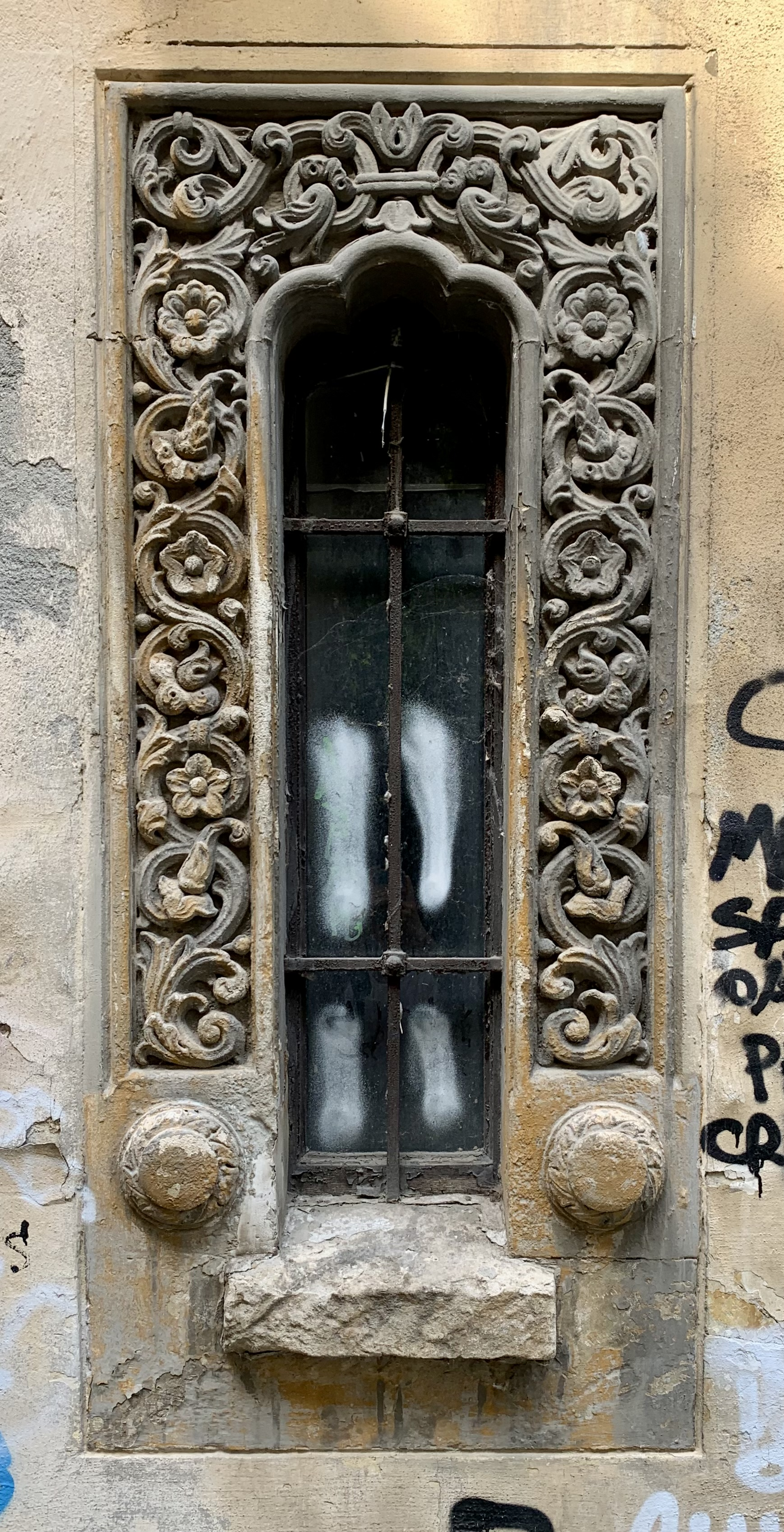
Elementos retirados da arquitetura religiosa - Assentamento Brătianu
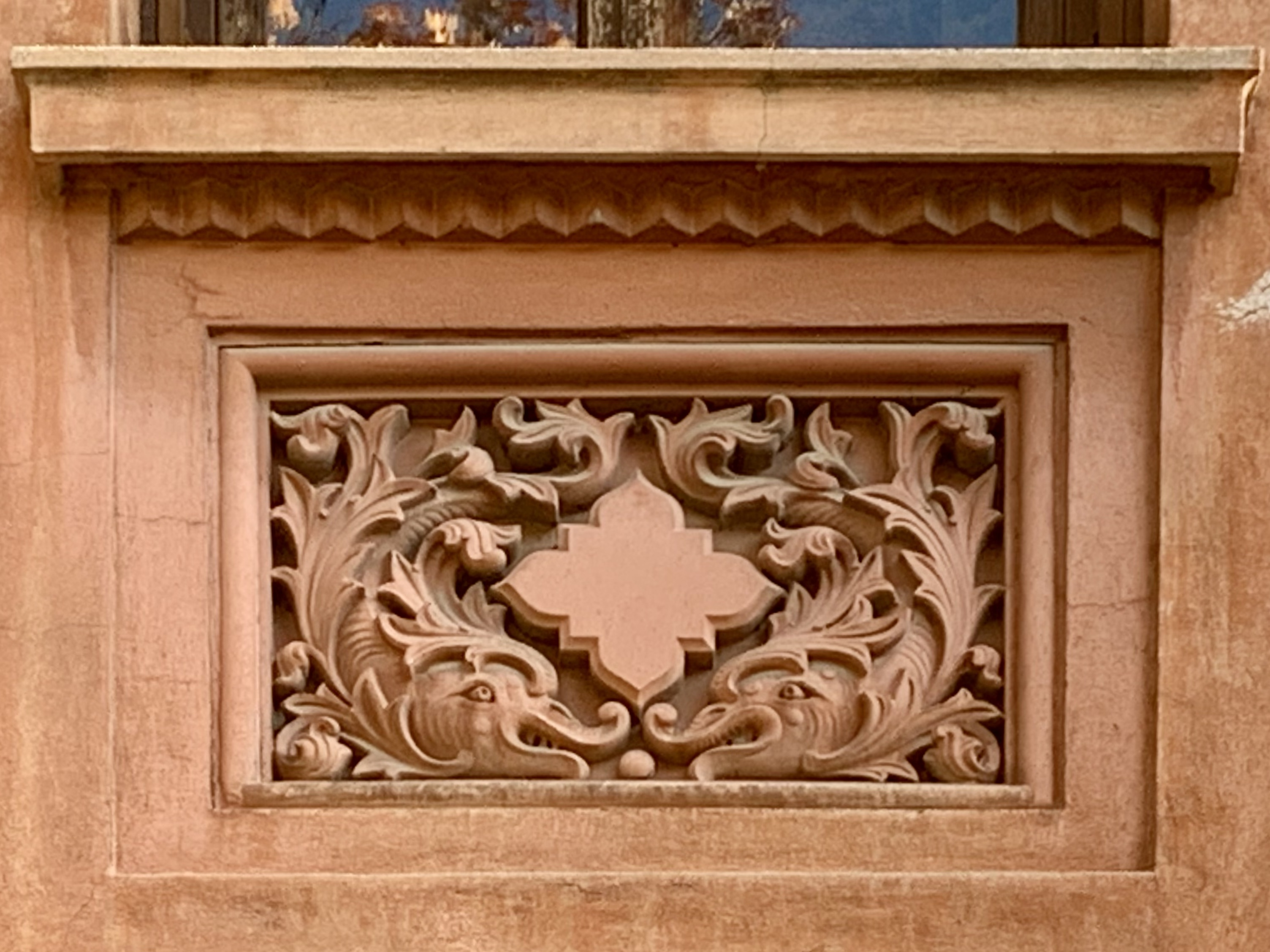
Elementos retirados da arquitetura bizantina (neste caso o peixe, antigo símbolo cristão ) - Rua Louis Pasteur no. 24, Bucareste
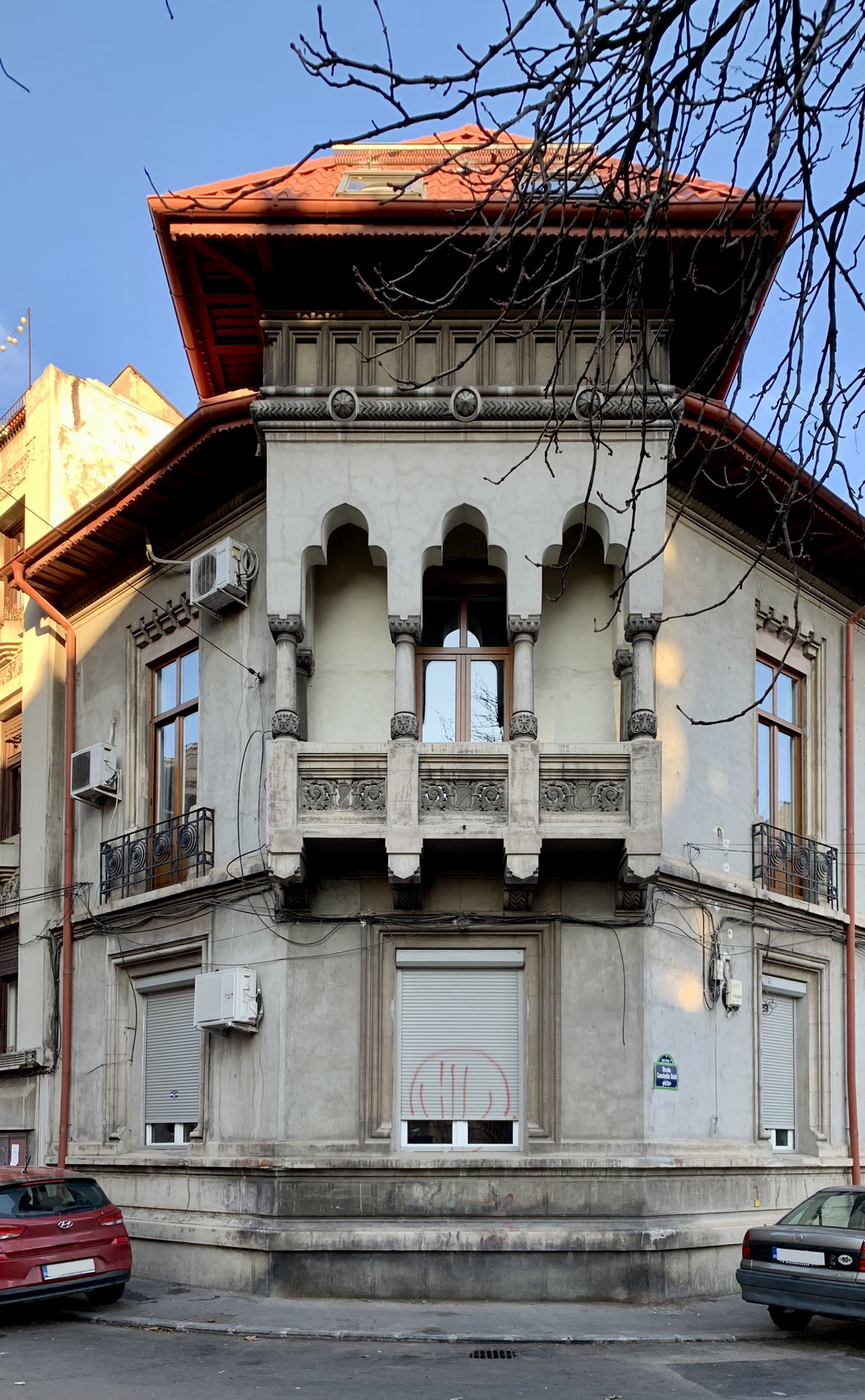
Elementos agrupados em três (no caso aqui três arcos) - Strada Pictor Constantin Stahi no. 14, Bucareste
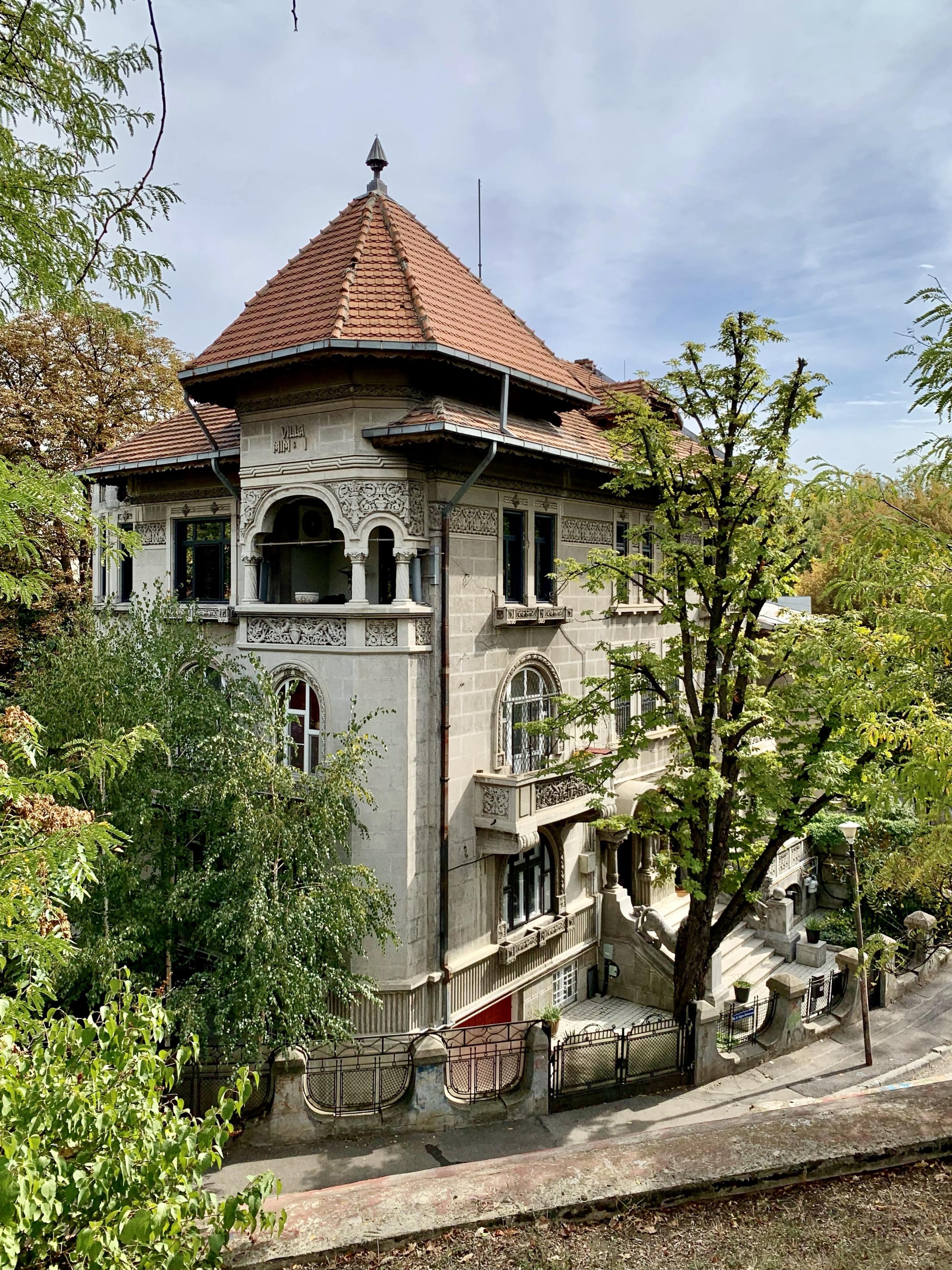
A estruturação do edifício dividido em diferentes alturas, inspirada nas torres - Strada Grigore Romniceanu no. 54, Bucareste
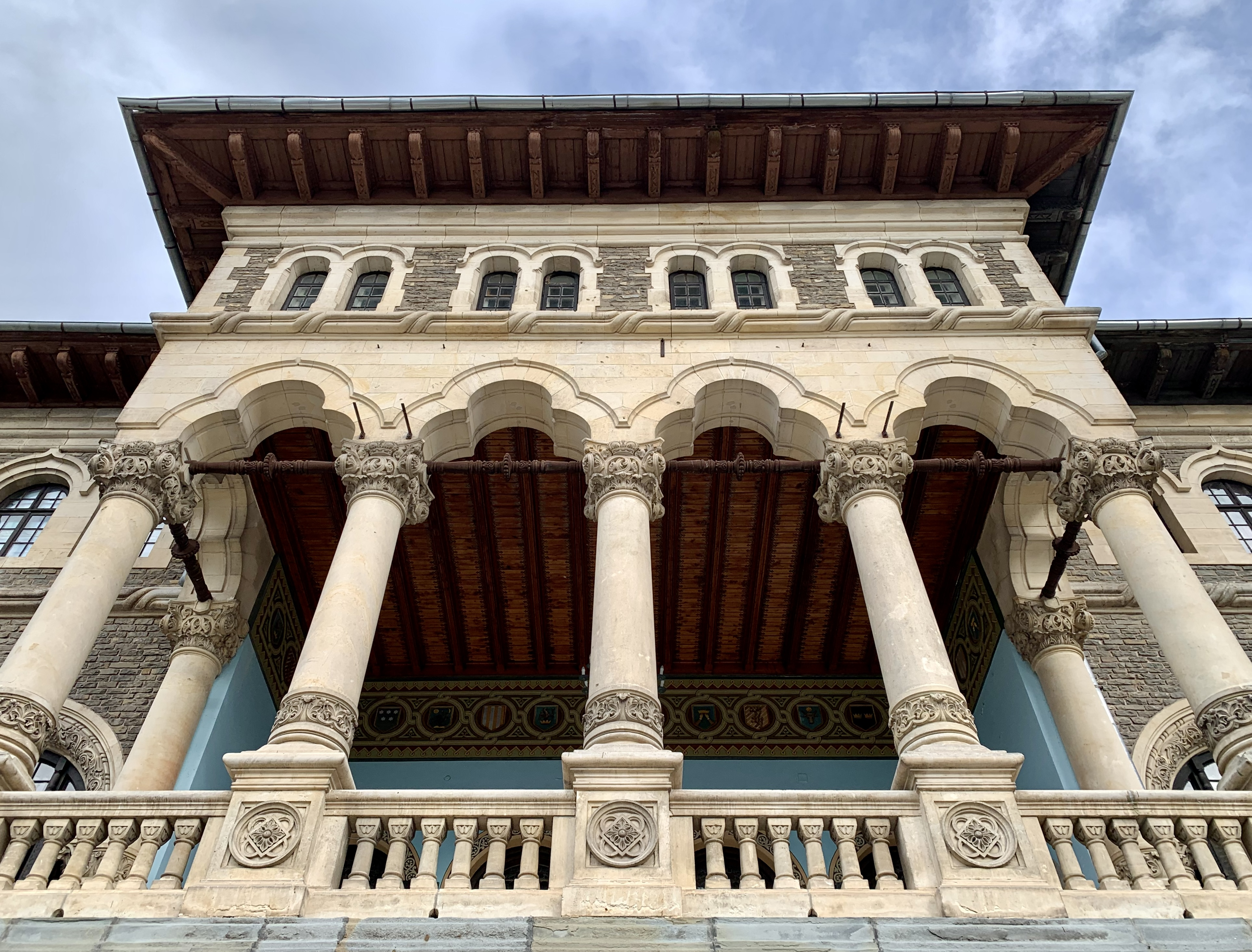
Arcada trilobata - Castelo Cantacuzino, Bușteni

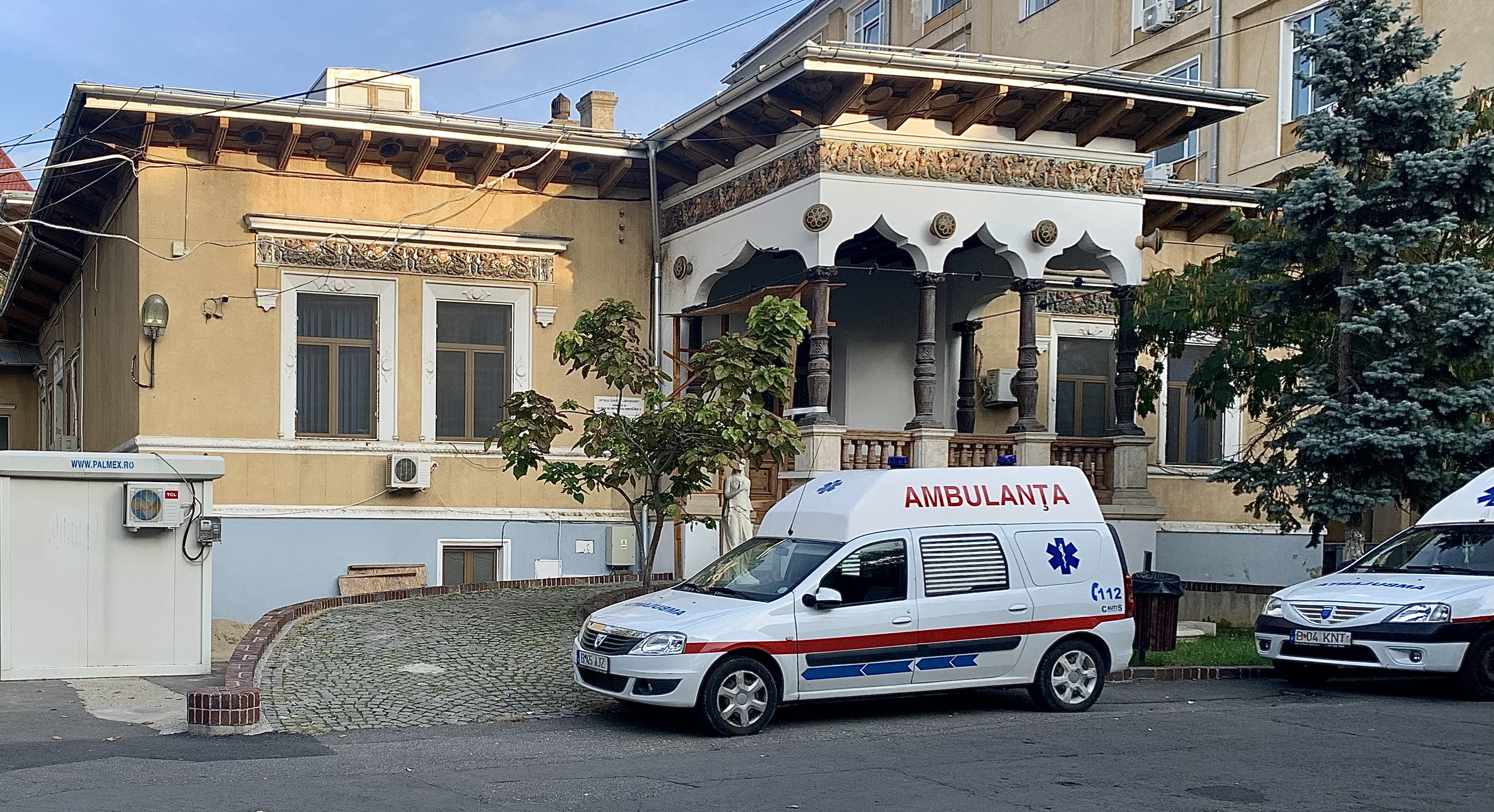
Casa Lahovari, agora no pátio do Hospital Cantacuzino em Bucareste (1885-1886), Strada Ion Movilă 5
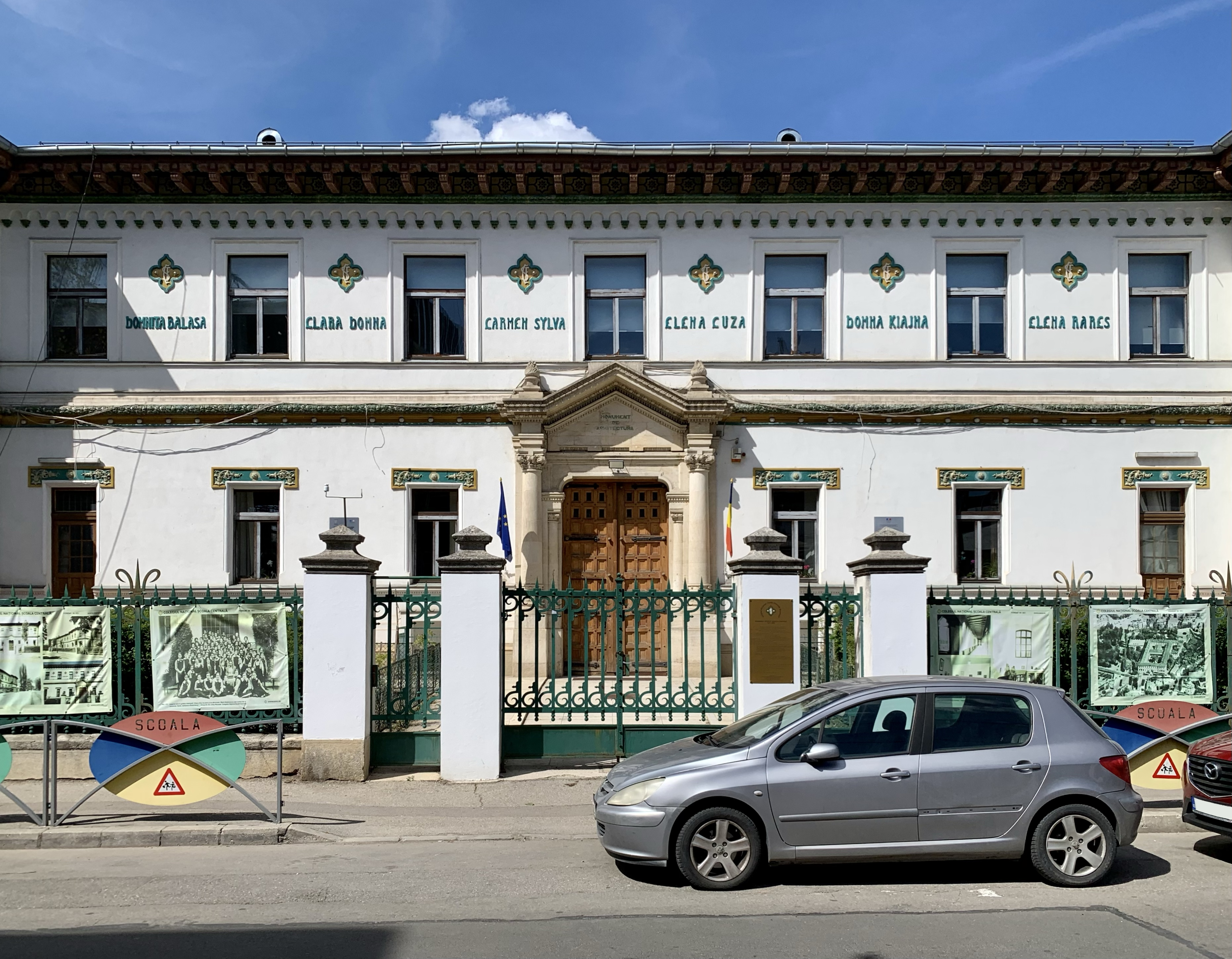
A Escola Central de Bucareste (1890), Strada Icoanei 3-5
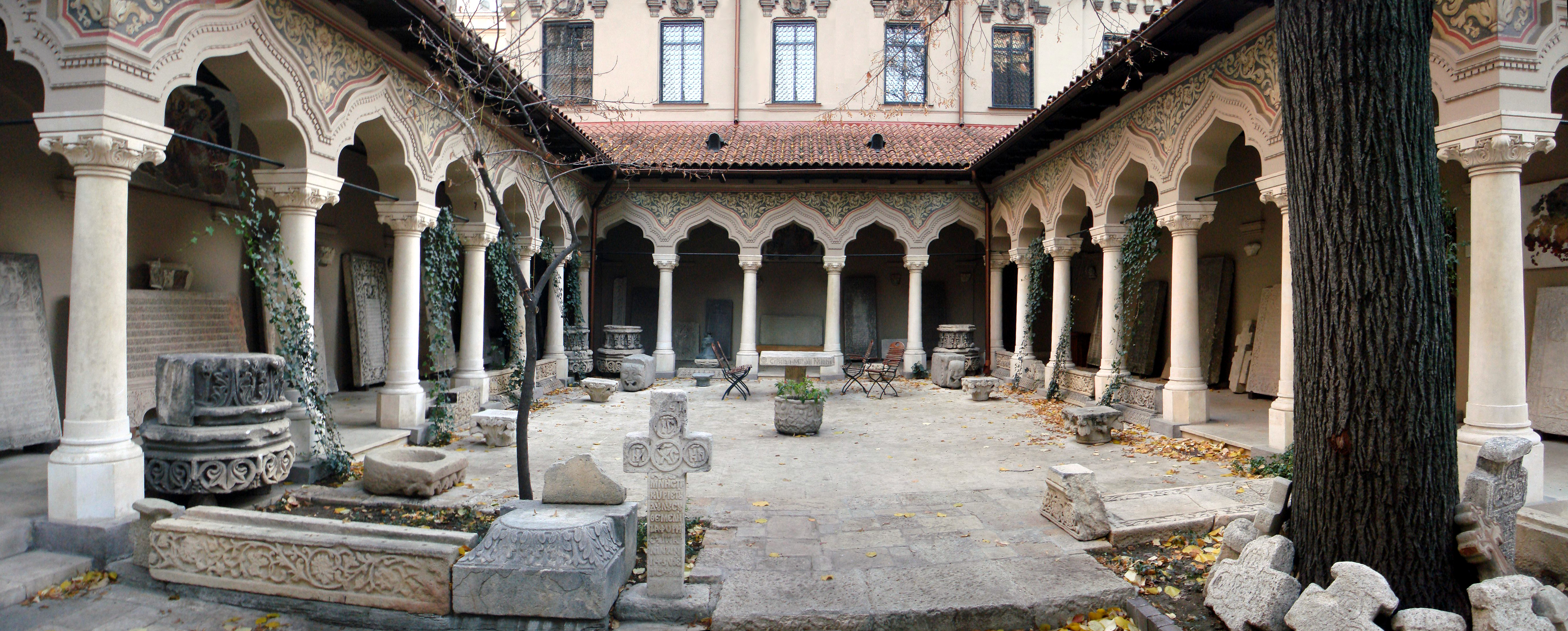
A casa paroquial e lapidário da Igreja Stavropoleos em Bucareste ( c. 1899-1910), Strada Poștei 6
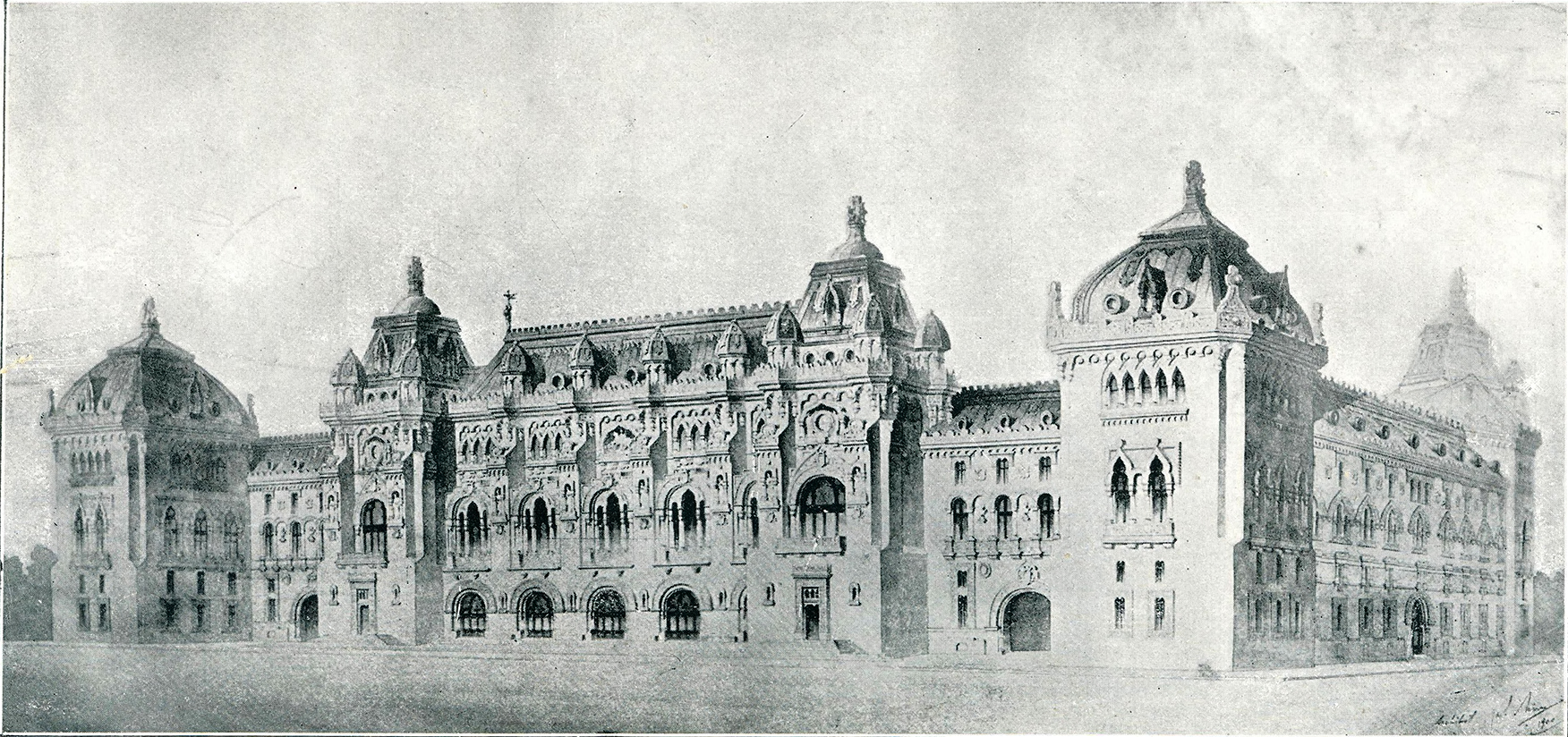
Projeto para Prefeitura de Bucareste (1900)
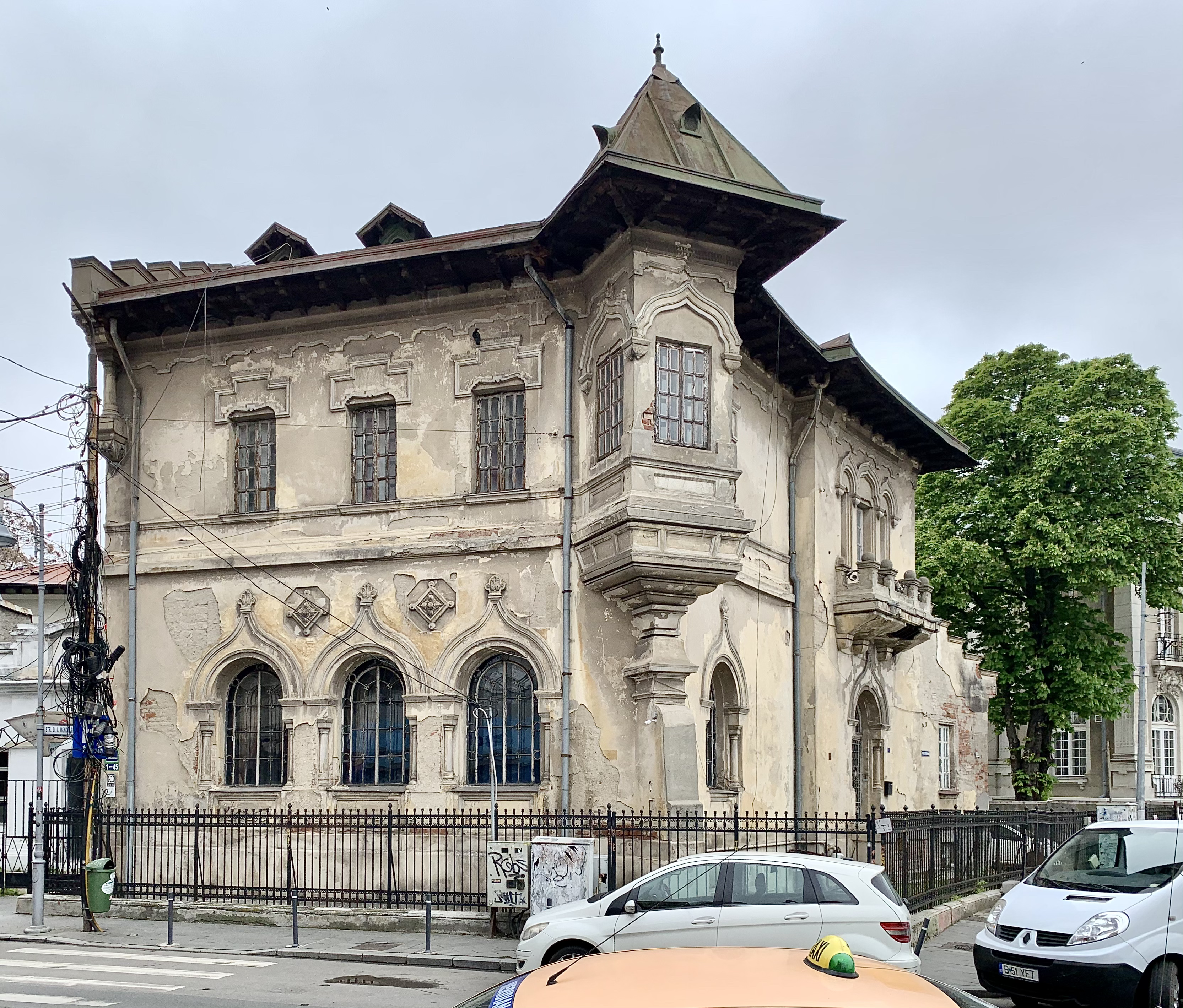
Casa Nicolae Petrașcu (1900-1904), Piața Romană 1
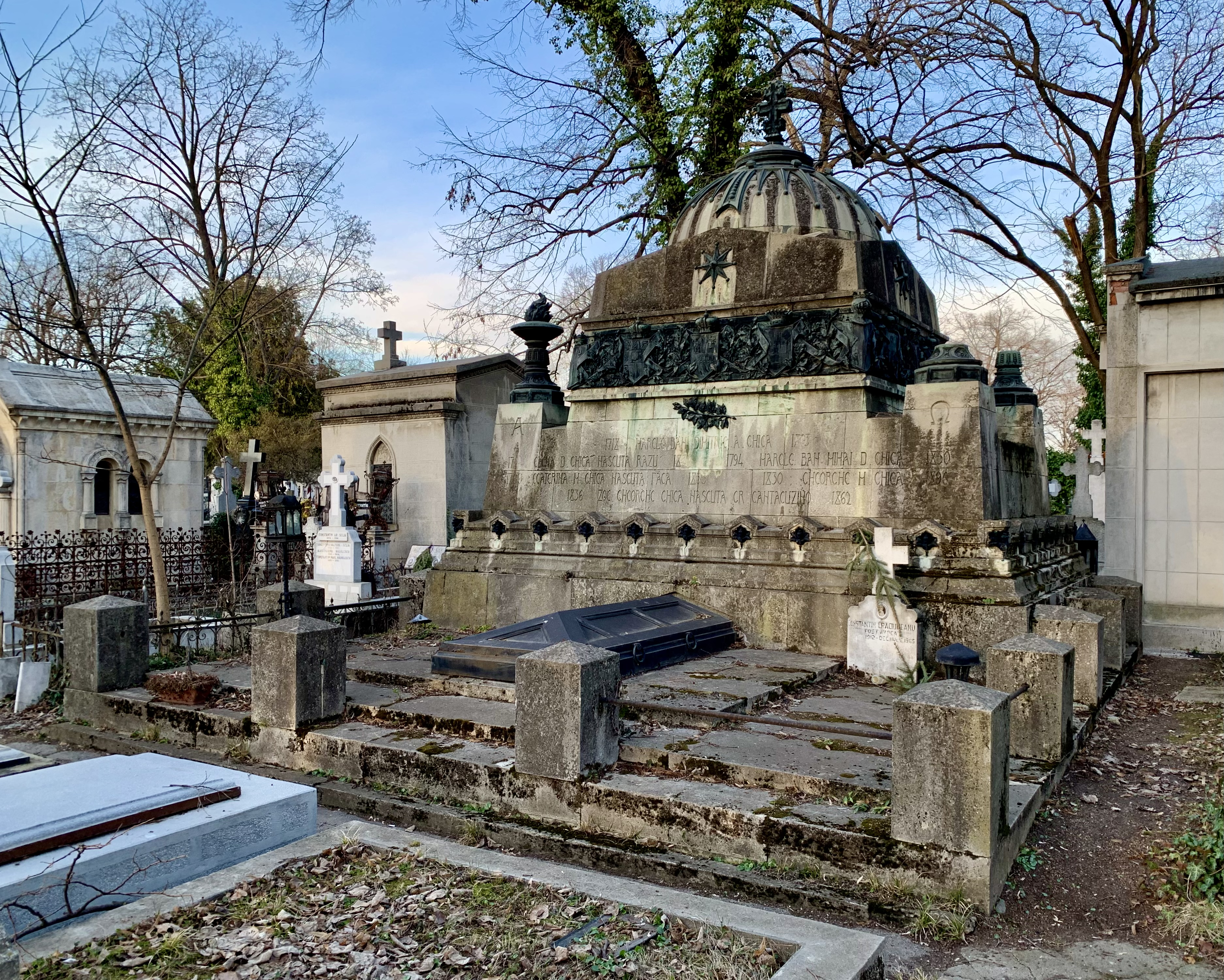
O túmulo da Família Ghica no Cemitério Bellu em Bucareste (data desconhecida)
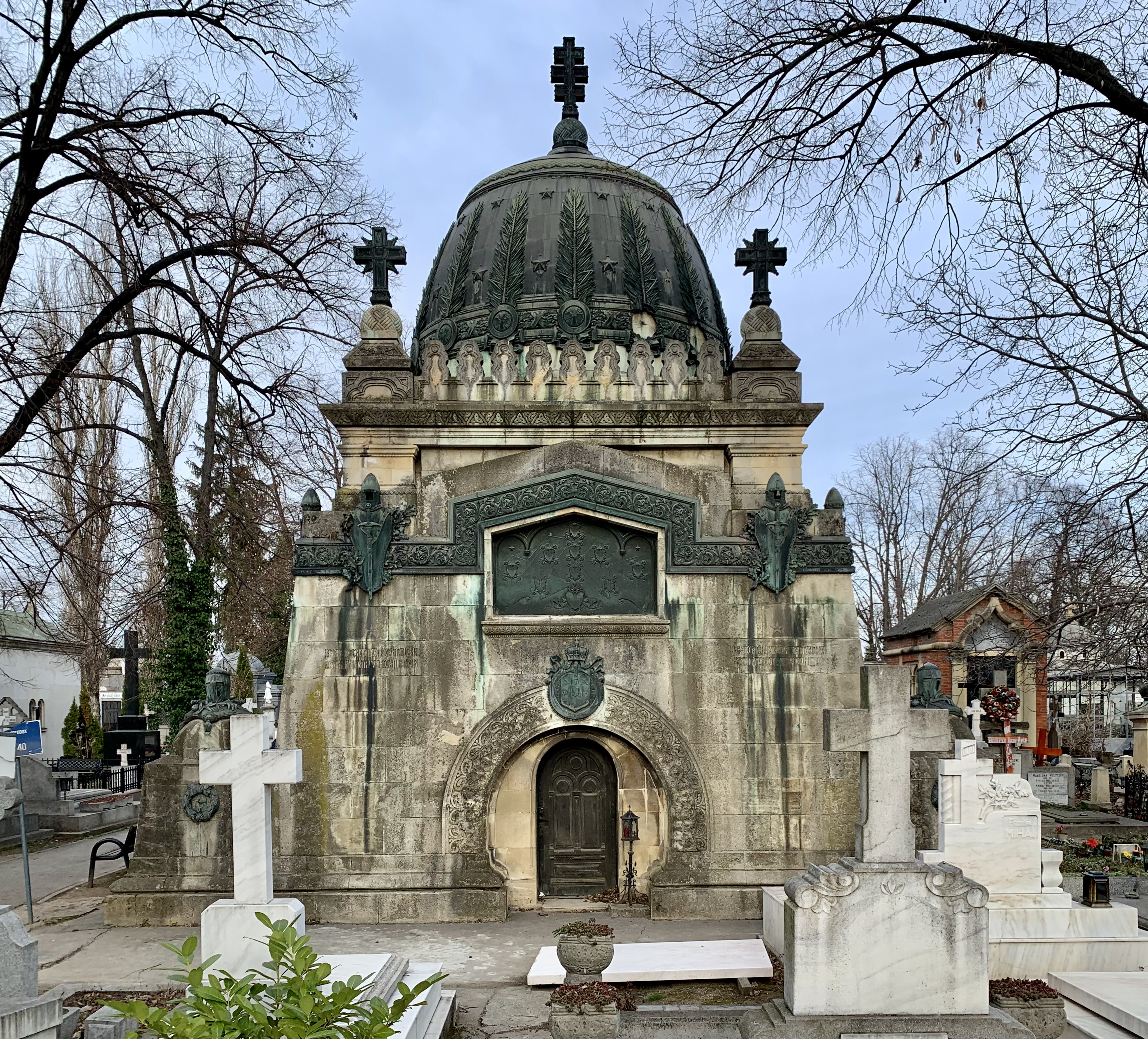
Túmulo de Cantacuzino do Cemitério de Bellu (data desconhecida)
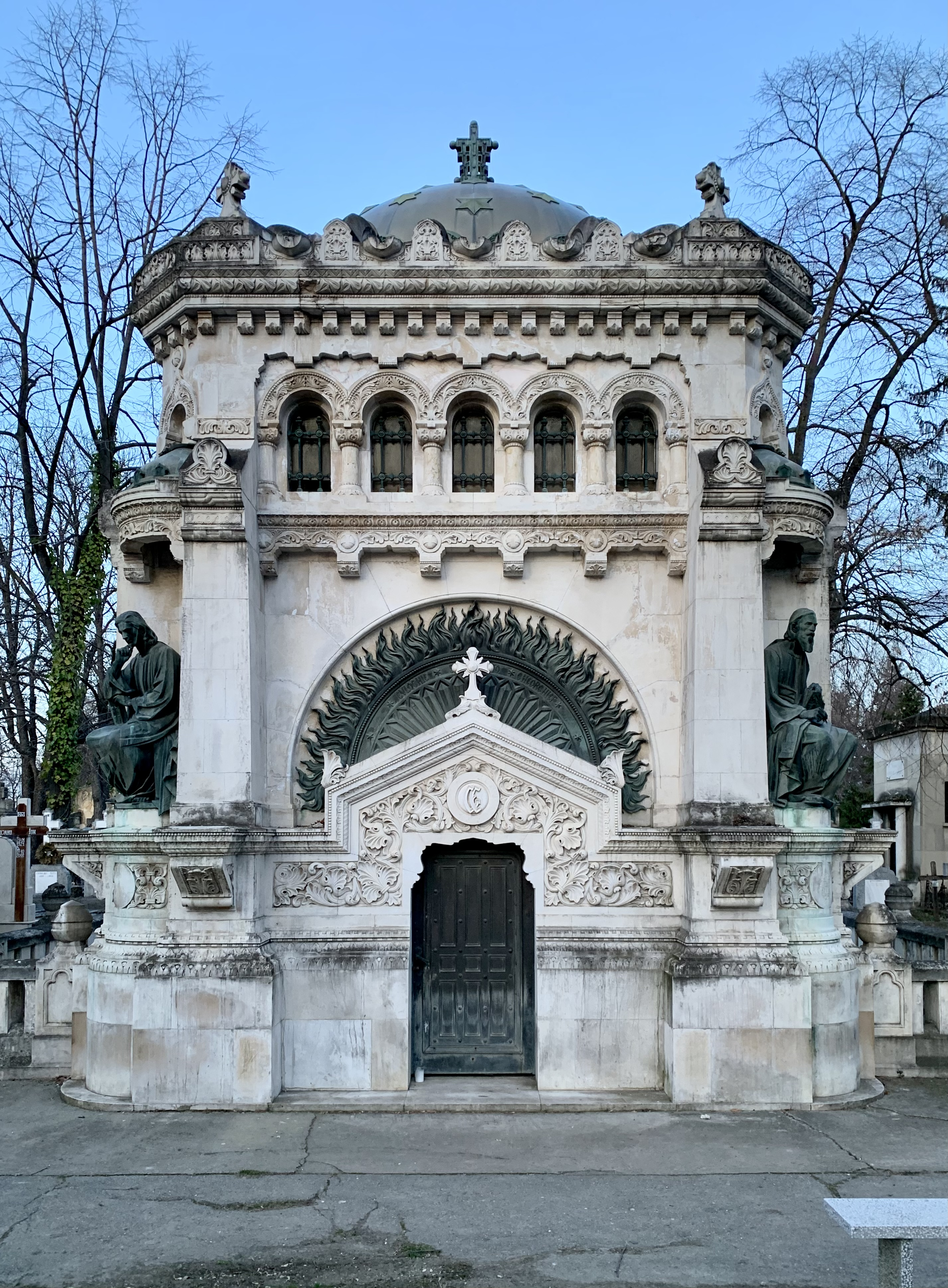
Túmulo dos Irmãos Gheorghieff no Cemitério Bellu (data desconhecida)
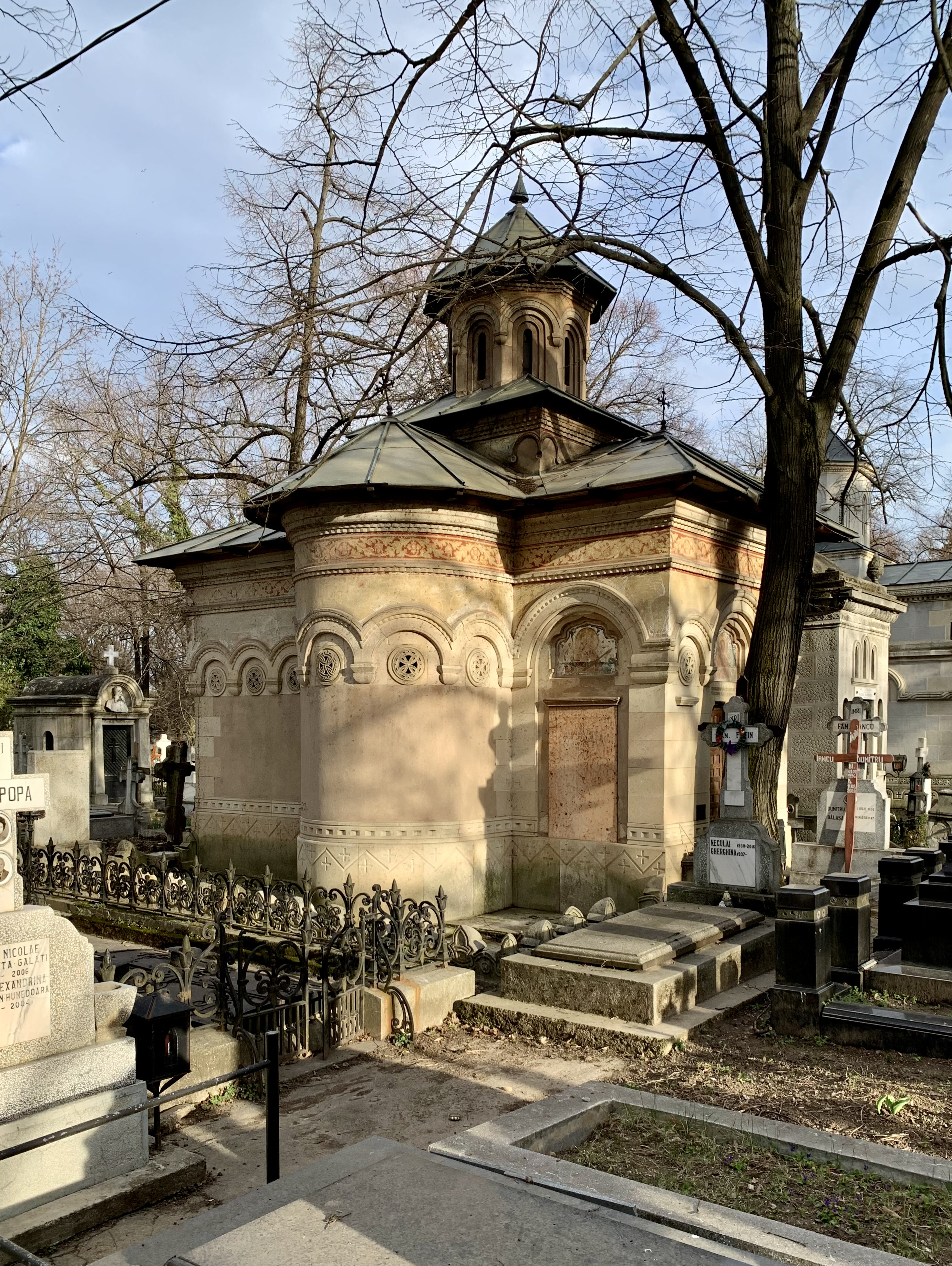
Túmulo de Iacob Lahovary no Cemitério Bellu (data desconhecida)

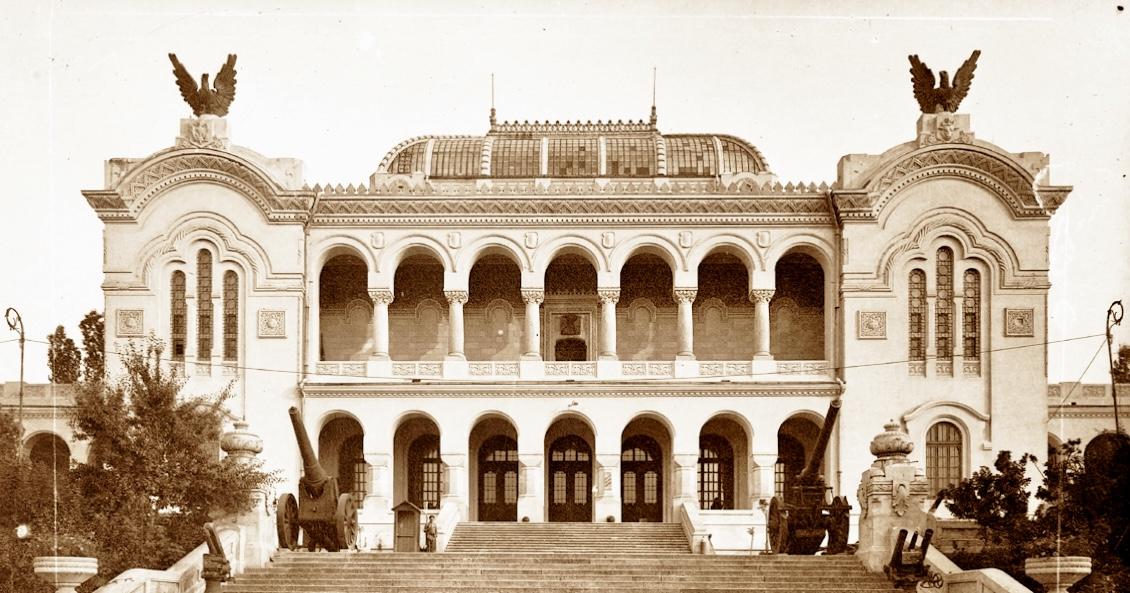
O Palácio das Artes, parte da Exposição Geral Romena de 1906 no Carol Park, Bucareste, de Victor Ștefănescu e Ștefan Burcuș, 1905-1906
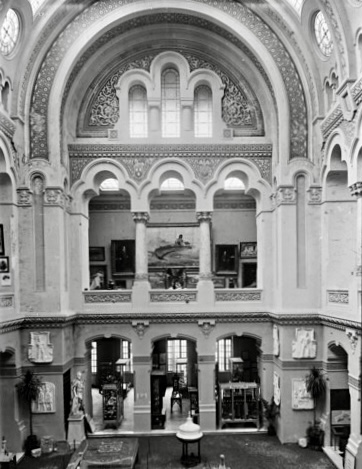
O interior do Palácio das Artes, de Victor Ștefănescu e Ștefan Burcuș, 1905-1906
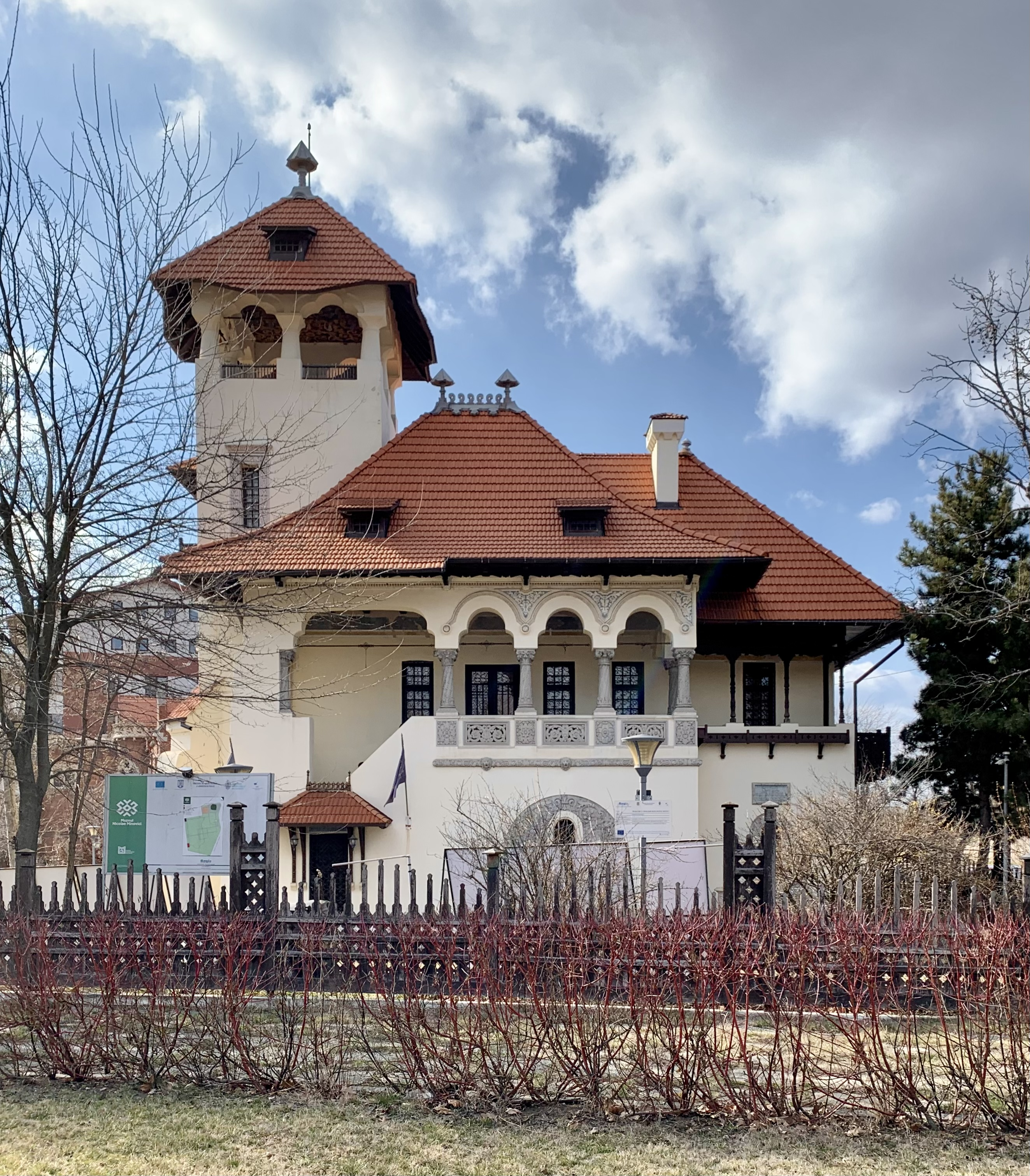
Casa Nicolae Minovici, hoje Museu de Arte Popular Nicolae Minovici, Bucareste, de Cristofi Cerchez, 1906-1907
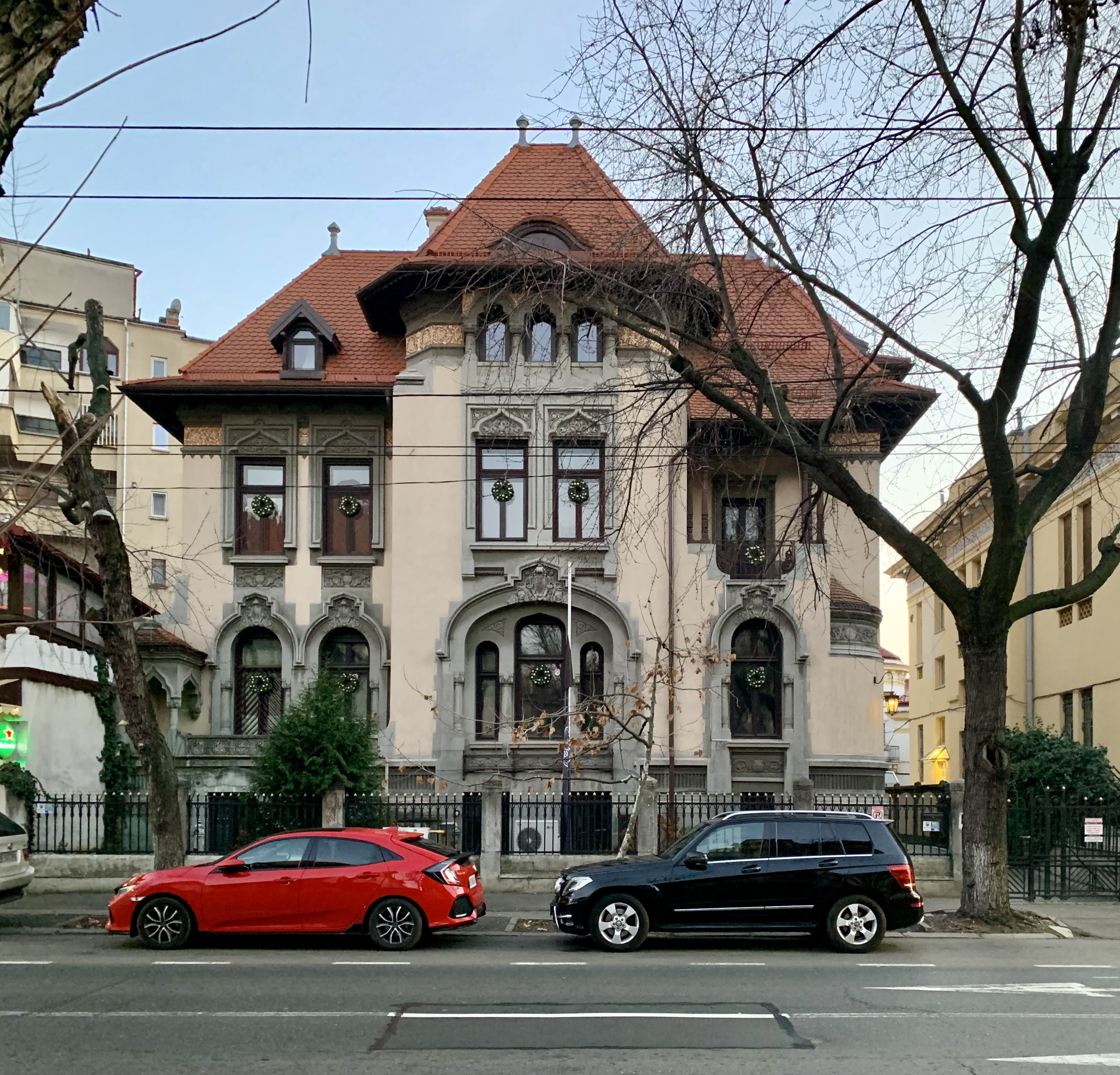
A. Mincu House, Bucareste, por Arghir Culina, 1910
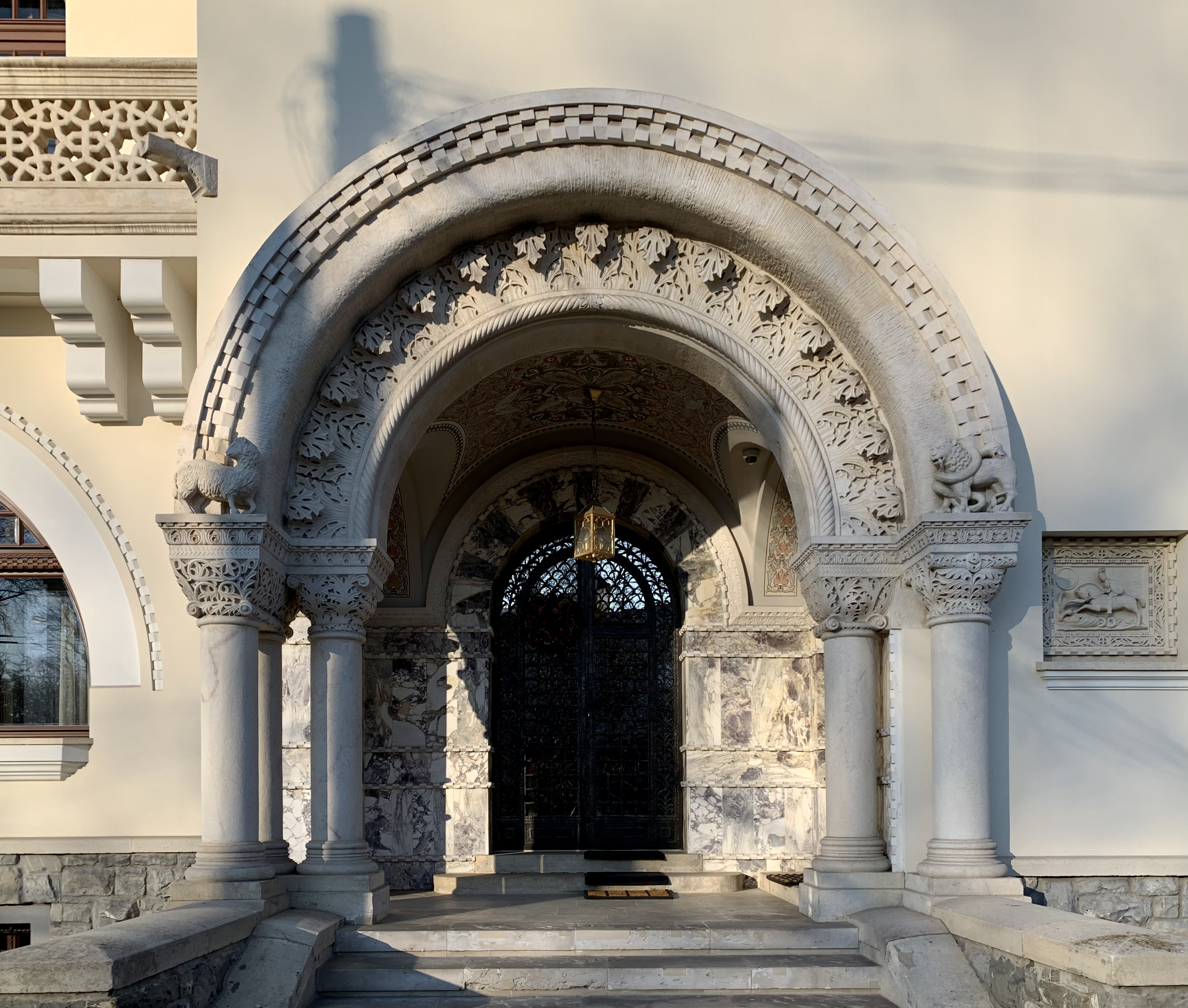
Porta da Casa Laurențiu e Louise Steinebach, Bucareste, de Alfred Popper, 1915-1916
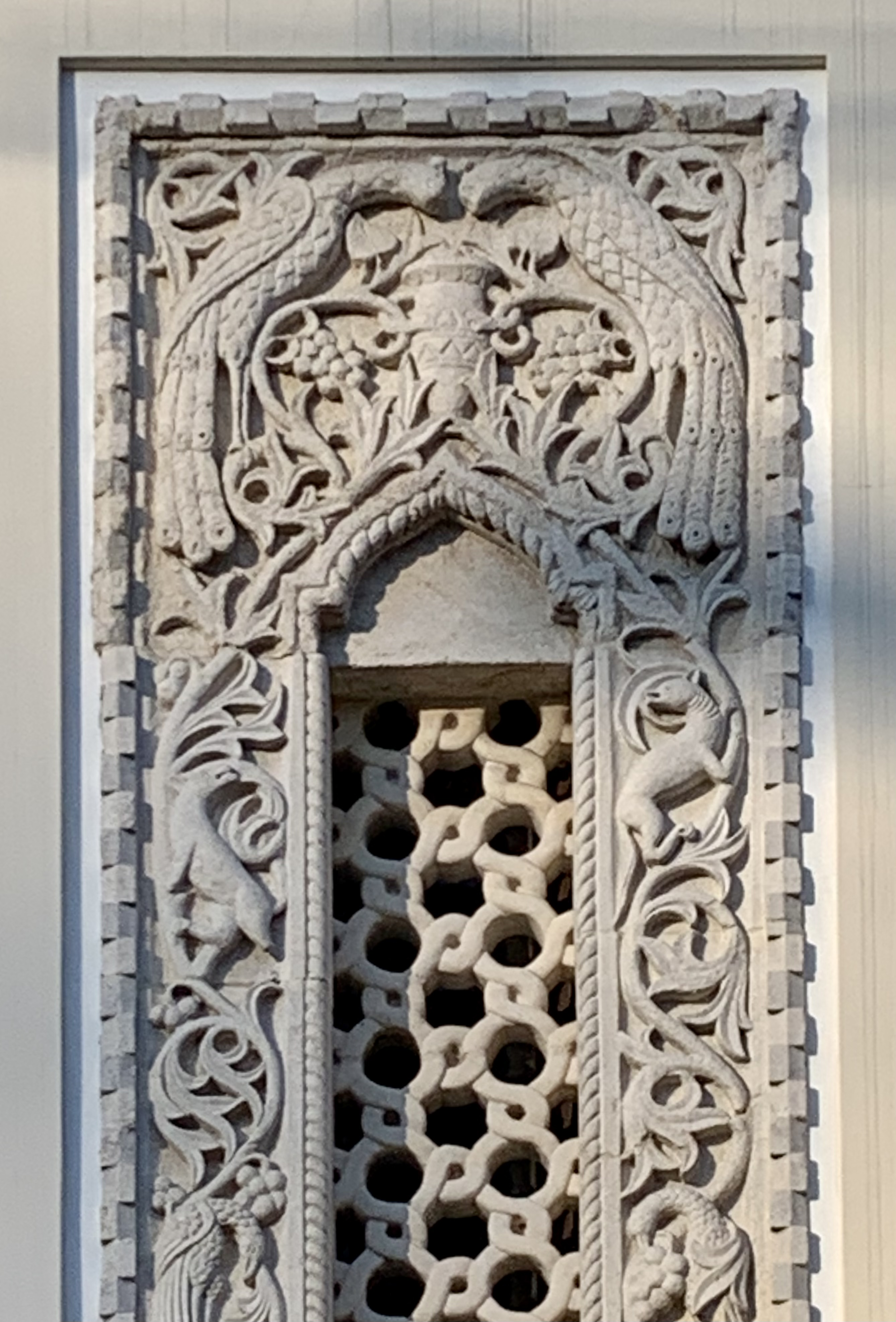
Detalhe neobizantino com pavões bebendo de uma xícara, de uma janela da Casa Laurentiu e Louise Steinebach, de Alfred Popper, 1915-1916
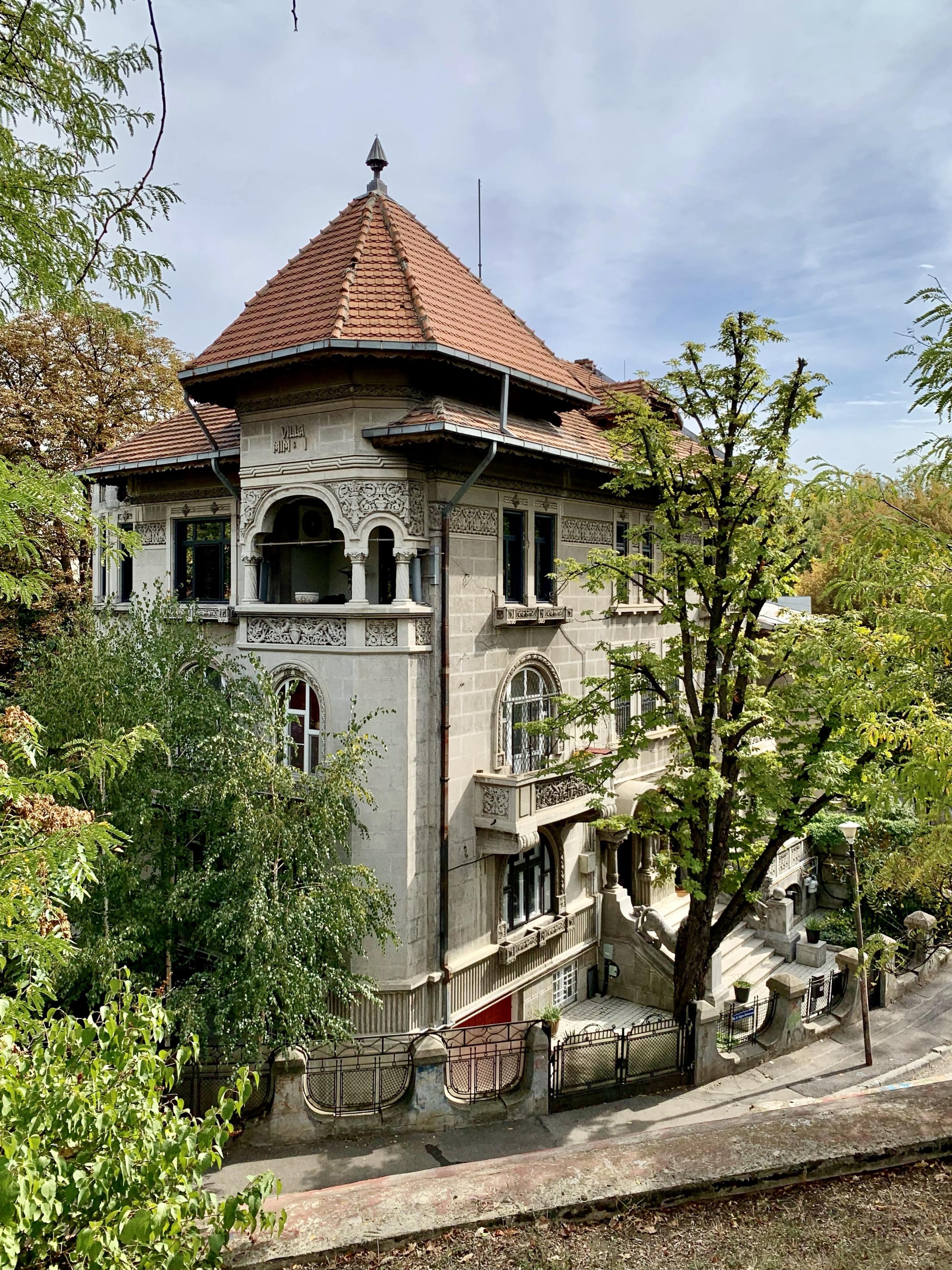
Rua Grigore Romniceanu no. 54, Bucareste, arquiteto desconhecido, c. 1920
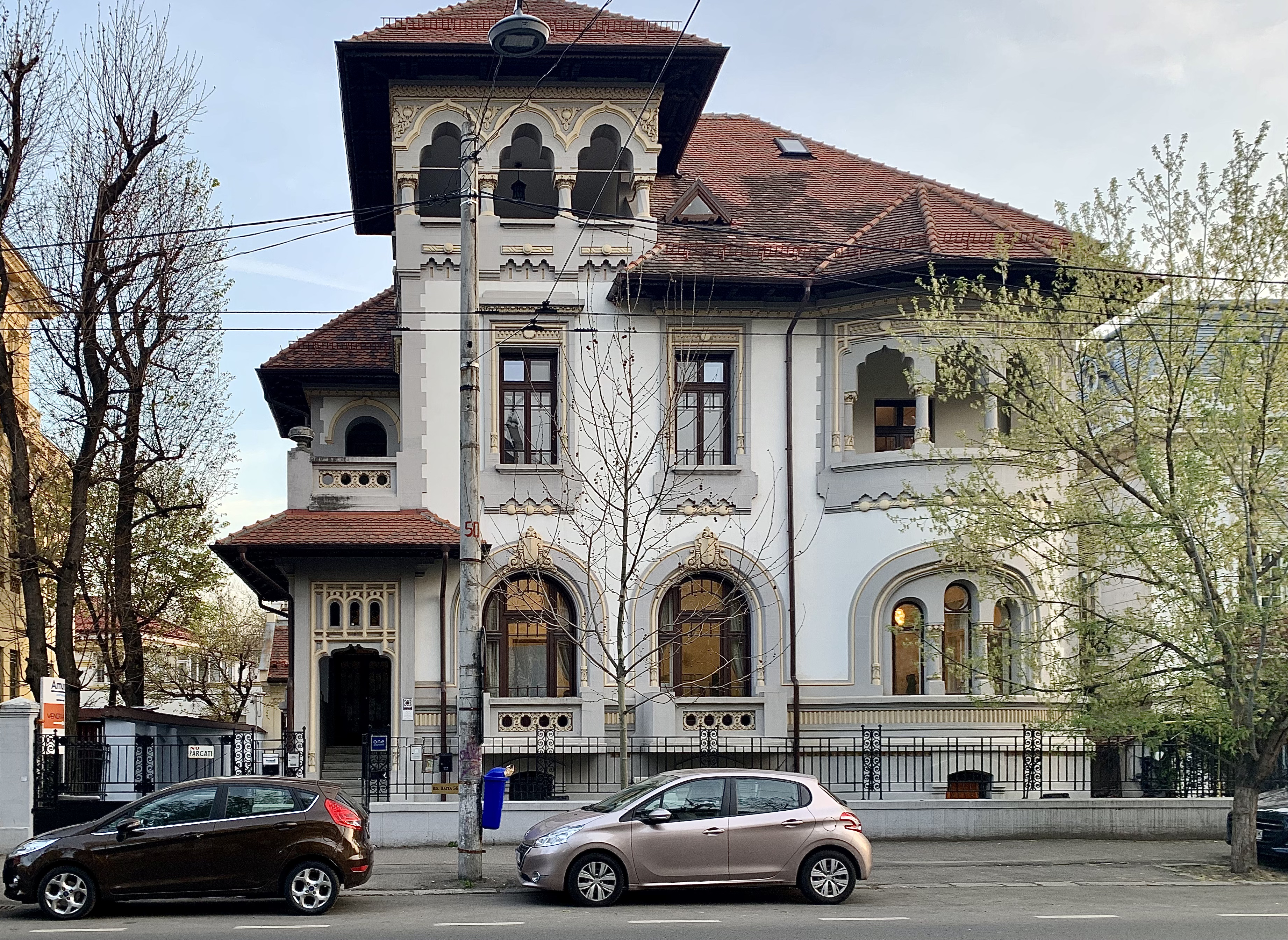
Casa CN Câmpeanu/Alfred E. Gheorghiu, Bucareste, de Constantin Nănescu, c. 1923
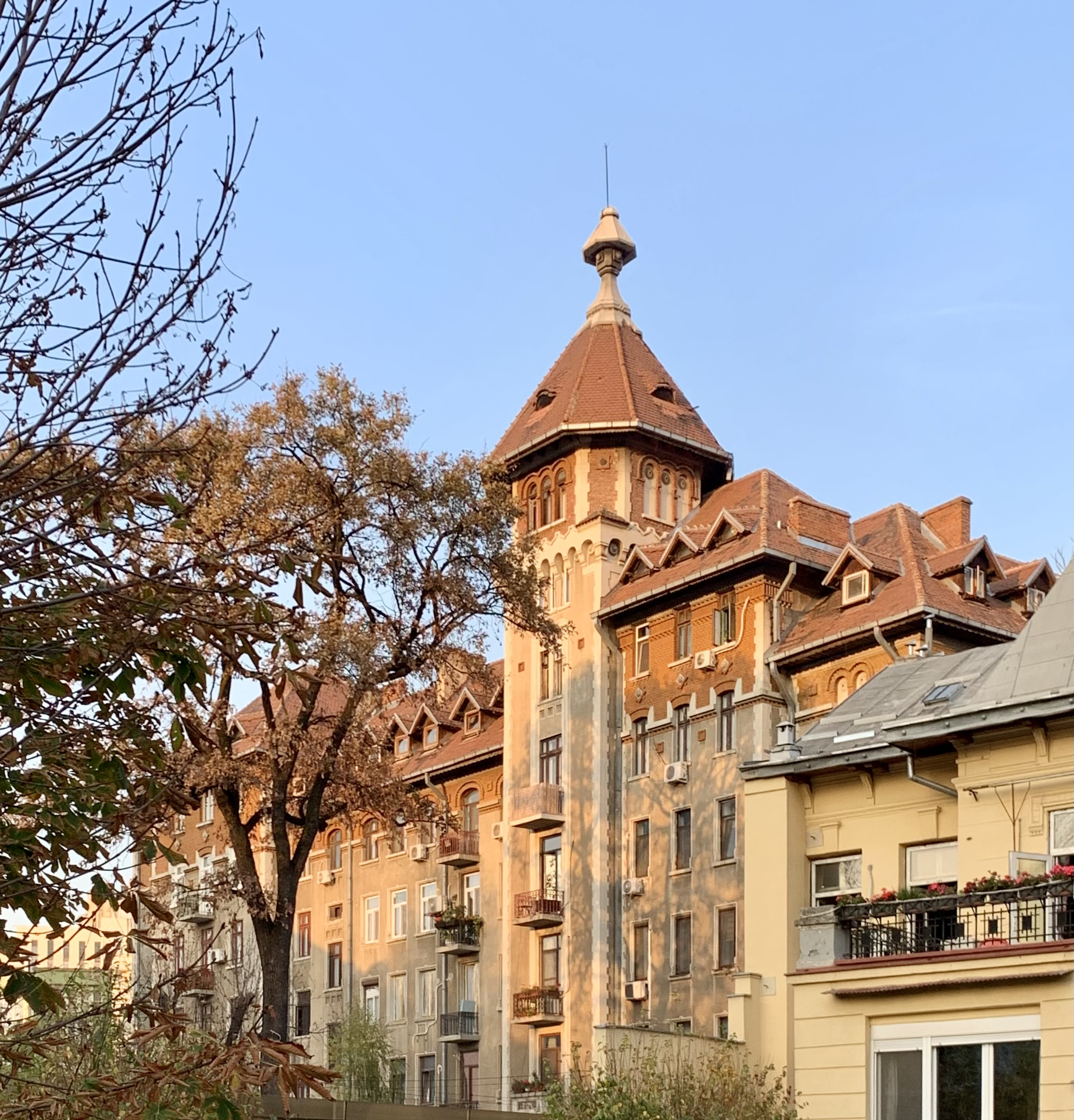
O bloco construído pela Sociedade Comunal de Habitação Barata para a Casa Autônoma dos Monopólios na Praça Lahovary, Bucareste, por Lucian Teodosiu, 1926-1929
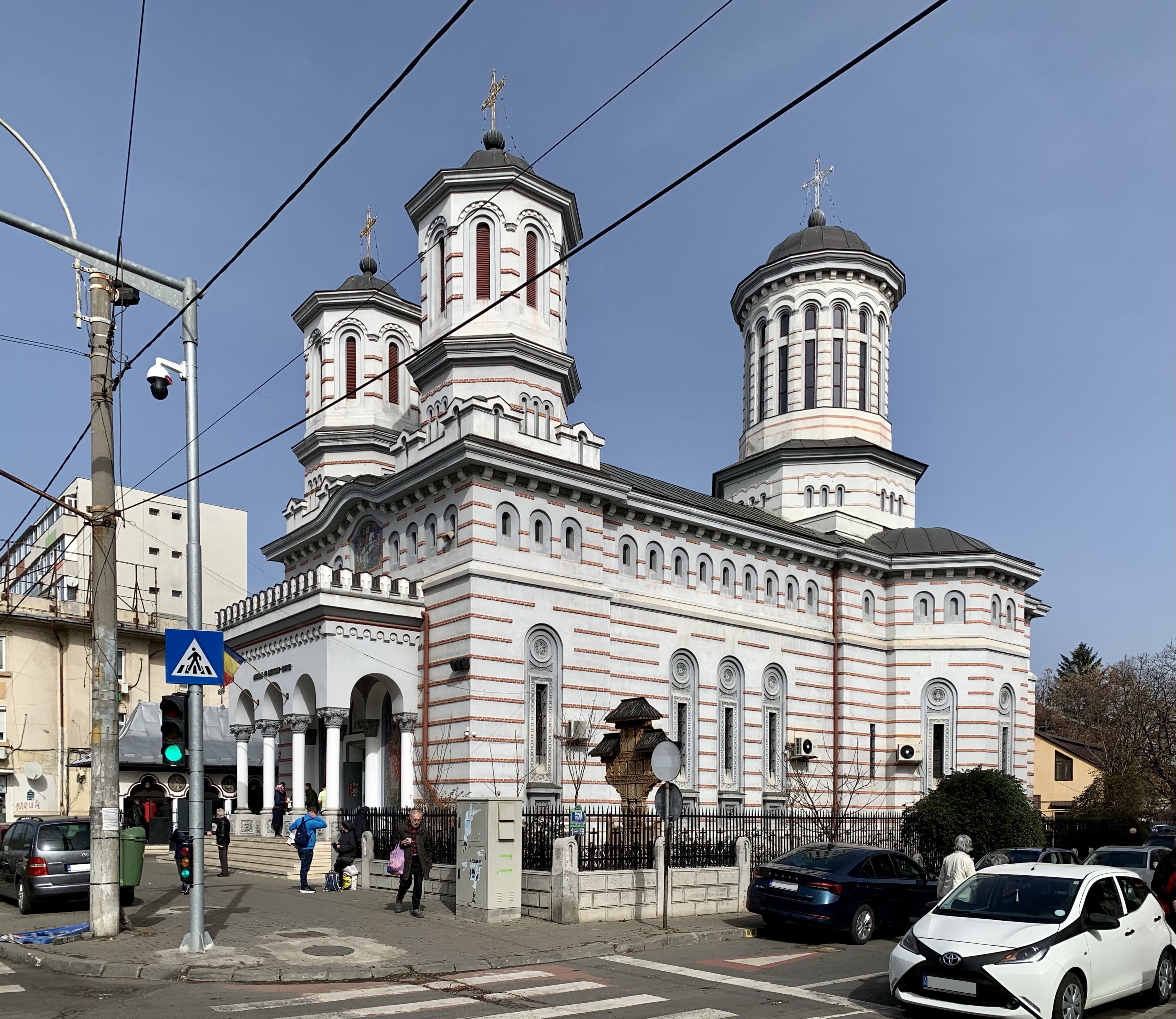
Igreja de São Gheorghe Grivița (Calea Griviței no. 218), Bucareste, de Constantin Pomponiu, 1926-1931
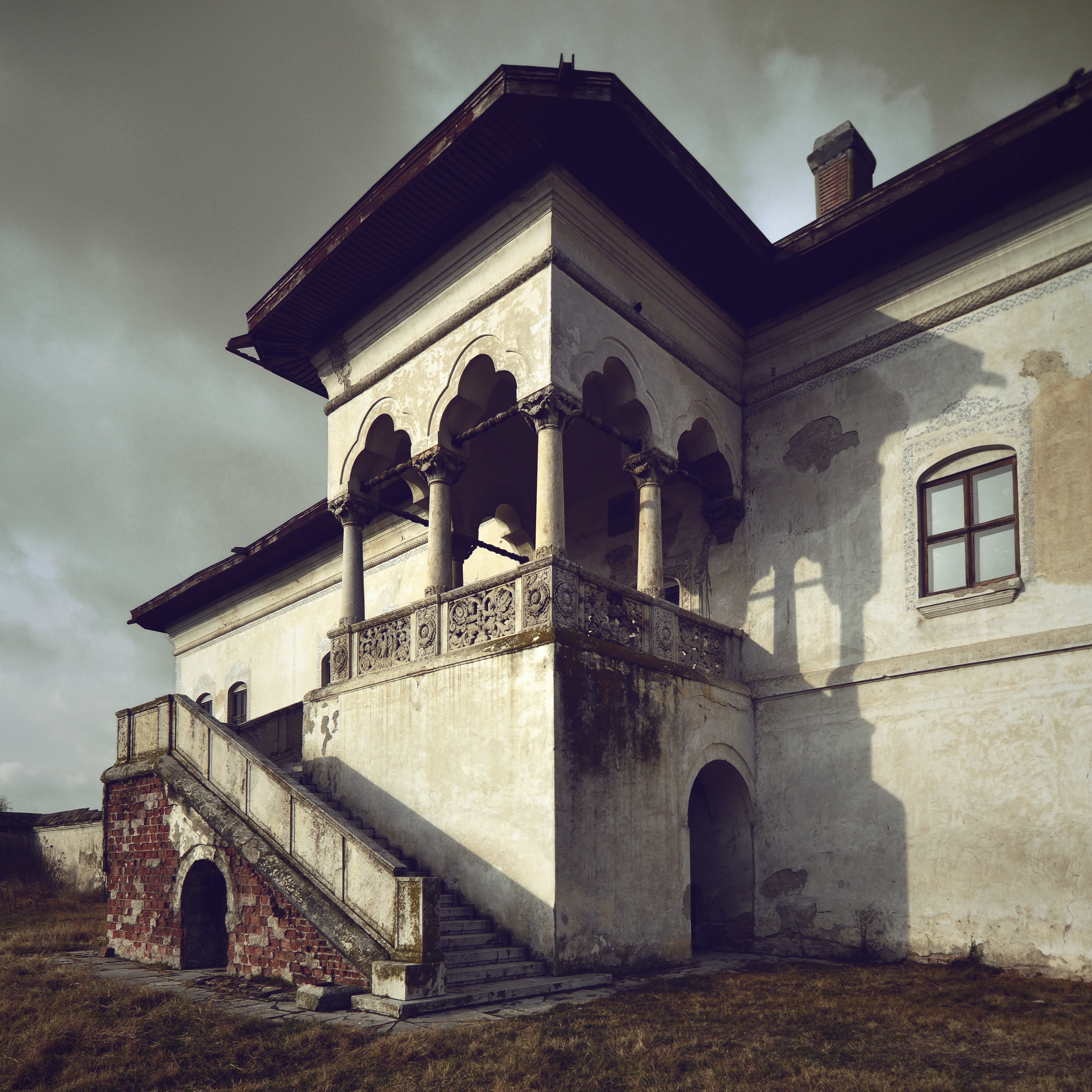
Ansamblul Palatului Brâncovenesc din Potlogi, Județul Dâmbovița, România, secolul 17
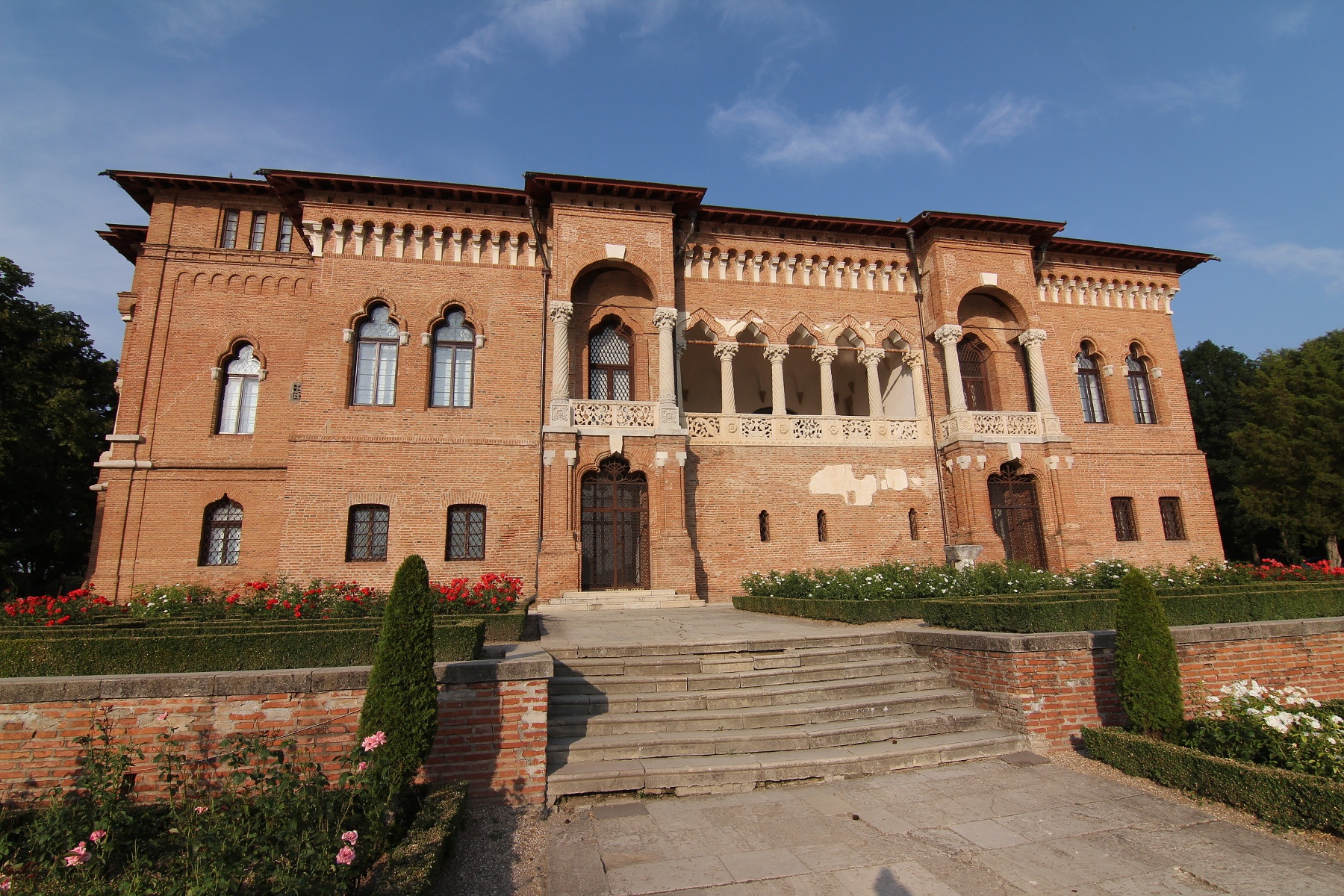
Clădirea principală a Palatului Mogoșoaia, Mogoșoaia, România, începutul secolului 18
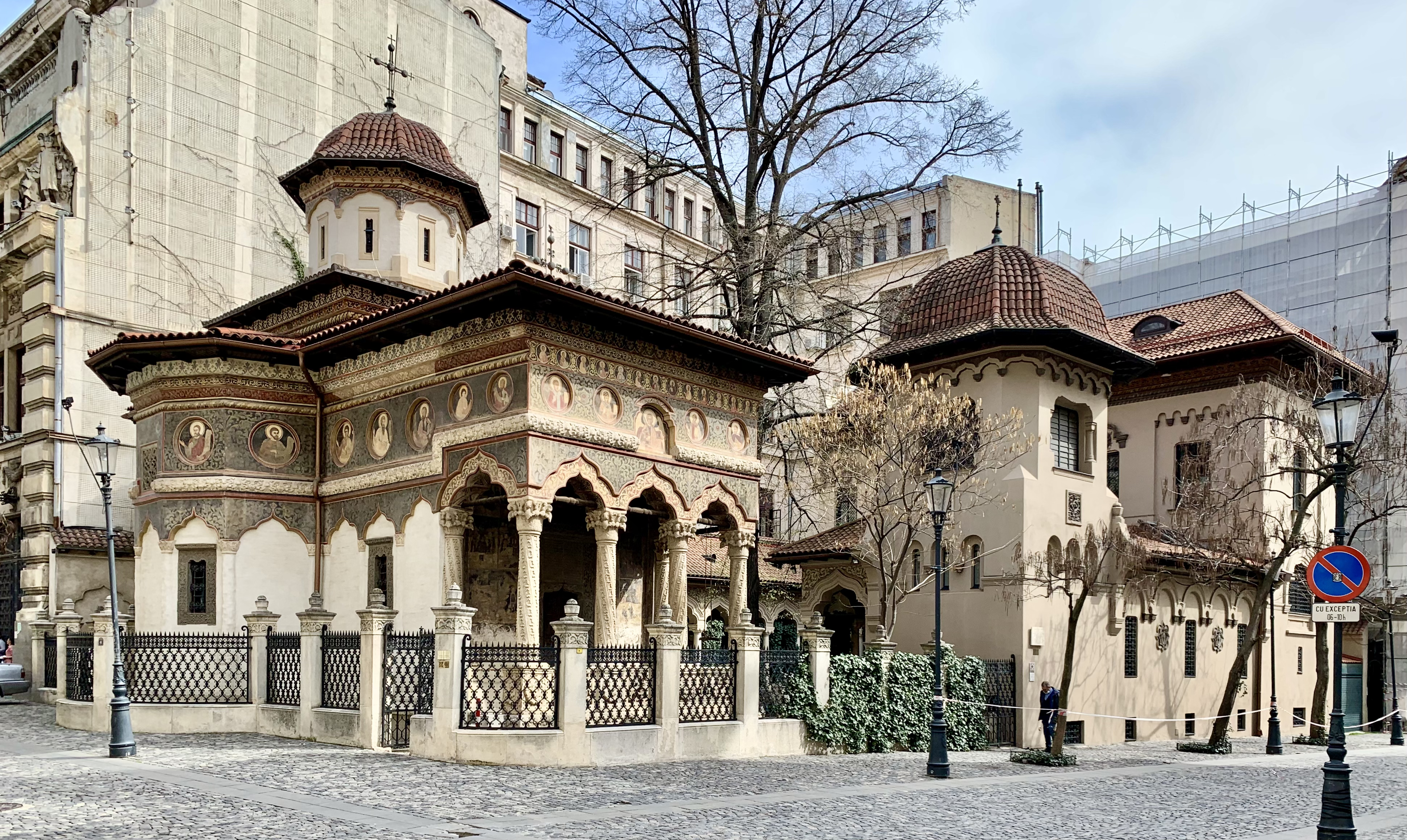
Biserica Stavropoleos, centrul vechi al Bucureștiului, cu picturi elaborate pe fațade, 1724
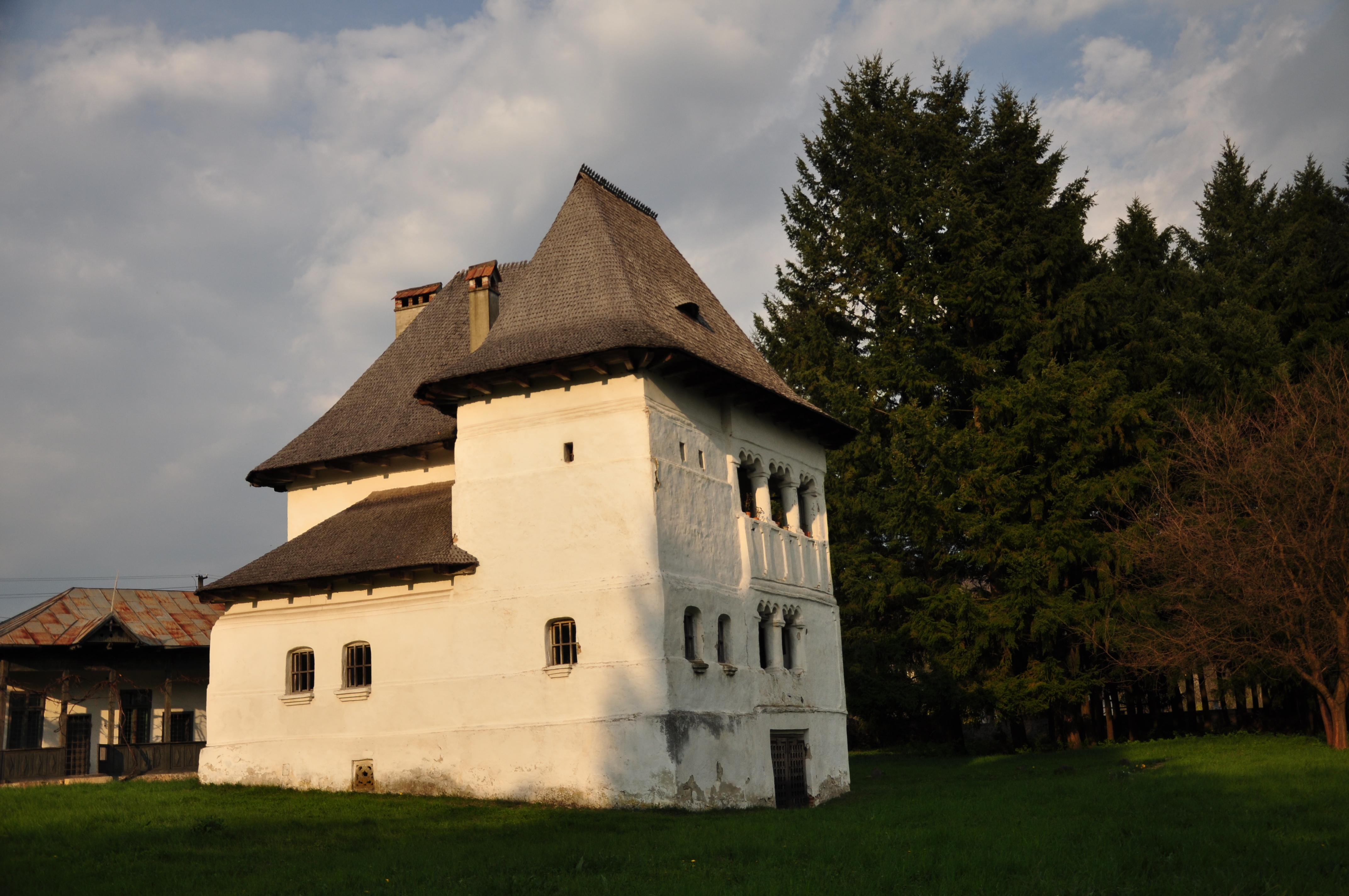
Cula Greceanu, comuna Măldărești, Județul Vâlcea, România, secolul 18

## Exemplos notáveis

### Romênia
- Alexandria
  - Catedrala Sfântul Alexandru (Strada Independenței 7-9)
- București
  - Vila Minovici (Strada Doctor Minovici Nicolae 1)
  - Primăria Sectorului 1 (Bulevardul Banul Manta 9)
  - Casa Gheorghe Tătărescu (Strada Polonă 19)
  - Casa Hagi-Theodoraky (Șoseaua Kiseleff 57)
  - Muzeul Național al Țăranului Român (Șoseaua Kisseleff 3)
  - Casa Dissescu (Calea Victoriei 196)
  - Biserica Amzei (Strada Biserica Amzei 12)
  - Casa Lahovari (Strada Ion Movilă 5)
  - Casa Oprea Soare (Strada Poenaru Bordea col. 2)
  - Palatul Kiseleff (Strada Barbu Ștefănescu Delavrancea 6A)
  - Casa Gheorghe Petrașcu (Piața Romană 5)
  - Interiorul Casei lui Ion Mincu, exteriorul fiind doar eclectic (Strada Arthur Verona 19)
  - Școala Centrală (Strada Icoanei 3-5)
  - Casa Elie Radu (Strada Alexandru Donici 40)
  - Palatul Ministerului Lucrărilor Publice (Bulevardul Regina Elisabeta 47)
- Brașov
  - Biblioteca Județeană „George Barițiu” (Bd. Eroilor nr. 35)
  - Cercul Militar (Casa Armatei) (Str. Lungă 1A)
  - Opera din Brașov (Strada Bisericii Române 51)
- Brăila
  - Palatul Agriculturii (Calea Călărașilor 52)
- Bușteni
  - Castelul Cantacuzino (Strada Zamora 1)
- Buzău
  - Primăria (Piața Daciei 1)
- Constanța
  - Muzeul de Istorie Națională și Arheologie din Constanța (Piața Ovidiu 12)
  - Muzeul de Artă Populară din Constanța (Bulevardul Tomis 32)
- Craiova
  - Fostul Hotel Pallace (Strada Cuza Alexandru Ioan 1)
  - Muzeul Olteniei (Strada Popa Șapcă 8 - Științele Naturii, Strada Madona Dudu 14 - Arheologie, Strada Matei Basarab 16 - Etnografie)
- Galați
  - Palatul Navigației (Strada Portului 34)
- Iași
  - Vila „Sonet” (Strada Rece 5)
- Oradea
  - Liceul Greco-Catolic Iuliu Maniu (Strada Iuliu Maniu 5)
- Ploiești
  - Colegiul Național Ion Luca Caragiale (Strada Gheorghe Doja 98)
  - Banca Națională (Strada Tache Ionescu 1)
- Sibiu
  - Clădirea Oașia (Strada Turnului 23)
  - Facultatea de Teologie Ortodoxă (Strada Mitrolopiei 20)
  - Școala Gheorghe Lazăr (Strada Turismului 15)
- Târgu Jiu
  - Colegiul Național Tudor Vladimirescu (Strada Unirii 13)
- Timișoara
  - Arcadele Operei Naționale Române (Strada Mărășești 2)